# Jean-Philippe Rameau
Pour les articles homonymes, voir Rameau.
Vous lisez un « article de qualité » labellisé en 2007.
Œuvres principales
- Traité de l'harmonie réduite à ses principes naturels (1722)
- Pièces de clavecin avec une méthode pour la mécanique des doigts (1724)
- Nouvelles Suites de Pièces de Clavecin (1728)
- Hippolyte et Aricie (1733)
- Les Indes galantes (1735)
- Castor et Pollux (1737)
- Pièces de clavecin en concerts (1741)

Jean-Philippe Rameau est un compositeur français et théoricien de la musique, né le 25 septembre 1683 à Dijon et mort le 12 septembre 1764 à Paris.
L'œuvre lyrique de Rameau forme la plus grande partie de sa contribution musicale et marque l'apogée du classicisme français, dont les canons s'opposèrent avec force à ceux de la musique italienne jusque tard au cours du XVIIIe siècle. Dans ce domaine, la création la plus célèbre du compositeur est l'opéra-ballet Les Indes galantes (1735). Cette partie de sa production est restée oubliée pendant près de deux siècles, mais a été aujourd’hui largement redécouverte. Ses œuvres pour clavecin, en revanche, ont toujours été présentes au répertoire : Le Tambourin, L'Entretien des Muses, Le Rappel des Oiseaux, La Poule, entre autres pièces connues, furent jouées au XIXe siècle (au piano) à l'égal de celles de Bach, Couperin ou Scarlatti.
Rameau est considéré comme l'un des plus grands musiciens français, et comme le premier théoricien de l'harmonie classique.

## Biographie
De manière générale, la vie de Rameau est mal connue, en particulier la première moitié, c'est-à-dire les quarante années qui précèdent son installation définitive à Paris vers 1722. L'homme est secret et même sa femme ne sait rien de ses années obscures, d'où la rareté des éléments biographiques dont on dispose.

### Naissance et enfance à Dijon

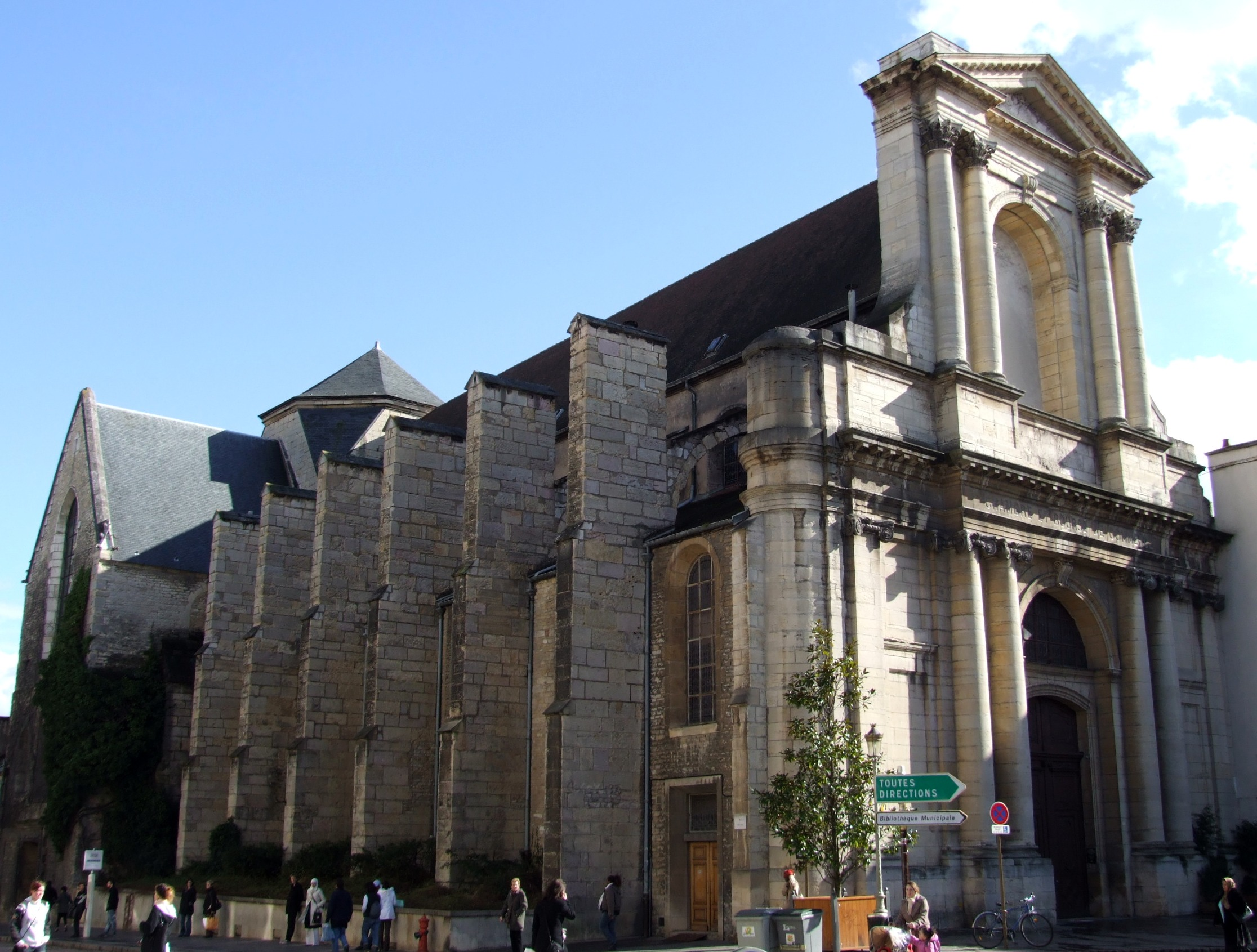
Jean-Philippe Rameau a débuté dans la carrière d'organiste à l'église Saint-Étienne de Dijon.

Septième enfant d'une famille qui en compte onze (il a cinq sœurs et cinq frères), il est baptisé le 25 septembre 1683, jour même de sa naissance, dans la collégiale Saint-Étienne de Dijon. Sa mère, Claudine de Martinécourt, est une fille de notaire. Son père, Jean Rameau, est organiste à l'église Saint-Étienne de Dijon, et, de 1690 à 1709, à l'église paroissiale Notre-Dame de Dijon, il semble être le premier musicien de la famille mais son grand-père Antoine Rameau, marguillier de la paroisse Saint-Médard, était peut-être souffleur de l'orgue au titre de sa charge. Formé à la musique par son père, Jean-Philippe sait ses notes avant même de savoir lire (le fait n'est pas inhabituel à cette époque et se retrouve chez beaucoup de musiciens de père en fils, cf. Couperin, Bach, Mozart). Élève au collège jésuite des Godrans, il n'y reste pas longtemps : intelligent et vif, rien ne l'intéresse en dehors de la musique. Ces études générales bâclées et vite interrompues se ressentent par la suite dans une expression écrite déficiente. Son père voudrait qu'il devienne magistrat : lui-même décide d'être musicien. Son plus jeune frère, Claude Rameau, précocement doué pour la musique finit par exercer lui aussi cette profession.

### Jeunesse errante

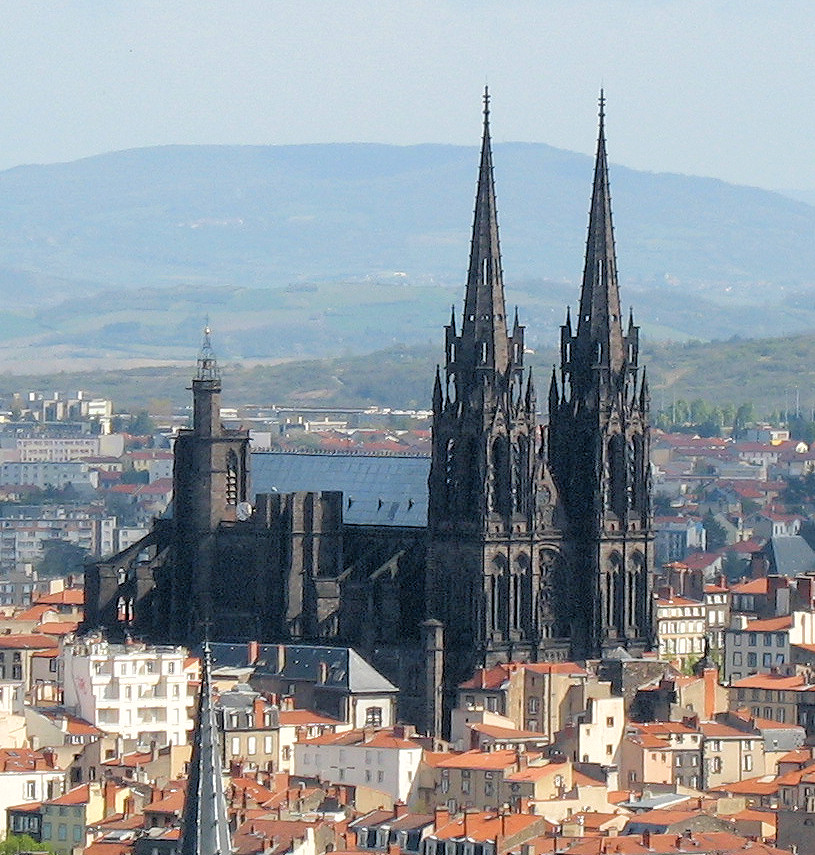
Rameau fut organiste de la cathédrale de Clermont-Ferrand durant plusieurs années.

À dix-huit ans, son père l'envoie faire le Grand Tour en Italie pour y parfaire son éducation musicale : il ne va pas plus loin que Milan et encore ne connaît-on rien de ce court séjour : quelques mois plus tard, il est de retour en France. Il avoue d'ailleurs plus tard regretter de n'avoir pas séjourné plus longtemps en Italie, où « il aurait pu perfectionner son goût ».
Jusqu'à l'âge de quarante ans, sa vie est faite de déménagements incessants et assez mal connus : après son retour en France, il aurait fait partie d'une troupe de musiciens ambulants, comme violoniste, jouant sur les routes du Languedoc et de Provence et aurait séjourné à Montpellier. Dans cette ville, un certain Lacroix l'aurait instruit de la basse chiffrée et de l'accompagnement. On ne connaît rien de ce Lacroix, sauf quelques éléments révélés en 1730 par le Mercure de France dans lequel on lit :

« Je connais celui qui dit vous l'avoir enseigné vers votre trentième année. Vous savez qu'il habite rue Planche-Mibray à côté d'une lingère. »

et Rameau de répondre :

« Je me suis toujours fait un plaisir de publier dans l'occasion que M. Lacroix, de Montpellier, dont vous avez marqué la demeure, m'avait donné une connaissance distincte de la règle de l'octave à l'âge de vingt ans. »

En janvier 1702, on le trouve organiste intérimaire à la cathédrale d'Avignon (dans l'attente du nouveau titulaire, Jean Gilles). Le 30 juin 1702, il signe un contrat de six ans pour le poste d'organiste à la cathédrale de Clermont-Ferrand.

### Premier séjour à Paris

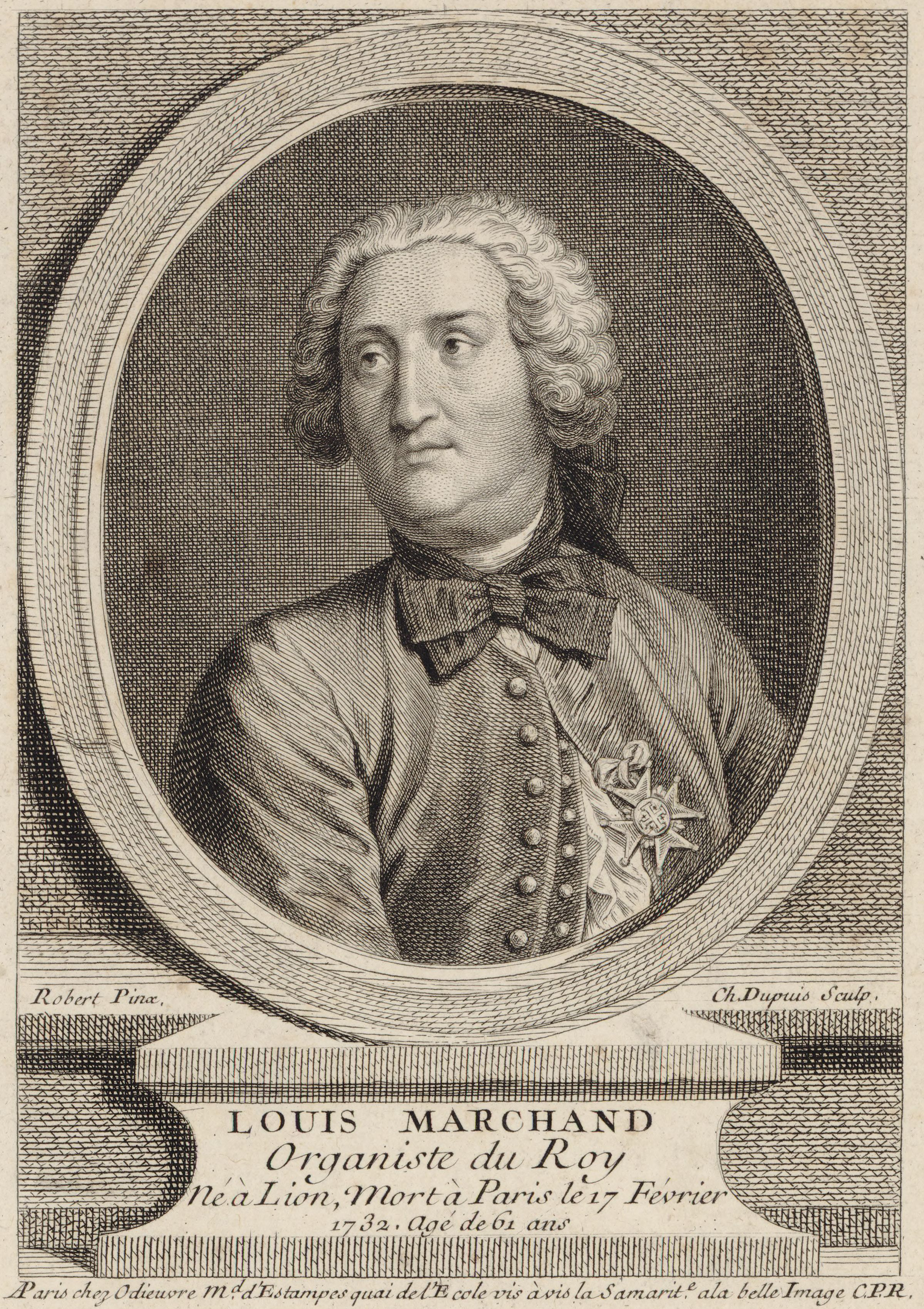
Le premier livre de clavecin manifeste l'influence de Louis Marchand.

Le contrat ne va pas à son terme, puisque Rameau est à Paris en 1706 comme le prouve la page de titre de son premier livre de clavecin, le désignant comme « organiste des jésuites de la rue Saint-Jacques et des Pères de la Merci ». Selon toute vraisemblance, à cette époque, il fréquente Louis Marchand, ayant loué un appartement près de la chapelle des Cordeliers dont ce dernier est organiste titulaire. D'ailleurs, Marchand était précédemment - en 1703 - organiste des jésuites de la rue Saint-Jacques et Rameau y est donc son successeur. Enfin, le Livre de pièces de clavecin, premier ouvrage de Rameau, témoigne de l'influence de son aîné. En septembre 1706, il postule à la fonction d'organiste de l'église Sainte-Marie-Madeleine-en-la-Cité laissée vacante par François d'Agincourt qui est appelé à la cathédrale de Rouen. Choisi par le jury, il refuse finalement le poste qui est attribué à Louis-Antoine Dornel. Il est vraisemblablement encore à Paris en juillet 1708[réf. souhaitée]. Il est notable que, après avoir exercé les fonctions d'organiste pendant la plus grande partie de sa carrière, il ne laisse aucune pièce pour cet instrument. À défaut, les 17 Magnificat que le jeune Balbastre laisse manuscrits (1750) peuvent donner une idée du style que Rameau pratiquait à l'orgue.

### Retour en Province
En 1709, Rameau retourne à Dijon pour y prendre, le 27 mars, la succession de son père, à l'orgue de l'église paroissiale Notre-Dame. Là aussi, le contrat est de six ans mais ne va pas à son terme. En juillet 1713, Rameau est à Lyon, comme organiste de l'église des Jacobins. Il fait un court séjour à Dijon lors de la mort de son père en décembre 1714, il y assiste au mariage de son frère Claude en janvier 1715 et retourne à Lyon. Il retourne à Clermont-Ferrand dès le mois d'avril, muni d'un nouveau contrat à la cathédrale, pour une durée de vingt-neuf ans. Il y reste en fait huit ans, pendant lesquelles sont probablement composés ses motets et ses premières cantates ainsi que rassemblées les idées qui donnent lieu à la publication en 1722 de son Traité de l'harmonie réduite à ses principes naturels. Le frontispice de l'ouvrage le désigne comme « organiste de la cathédrale de Clermont ». Ce traité fondamental, qui pose Rameau comme musicien savant, il y réfléchit en fait depuis sa jeunesse. Il suscite de nombreux échos dans les milieux scientifiques et musicaux, en France et au-delà des frontières.

### Installation définitive à Paris

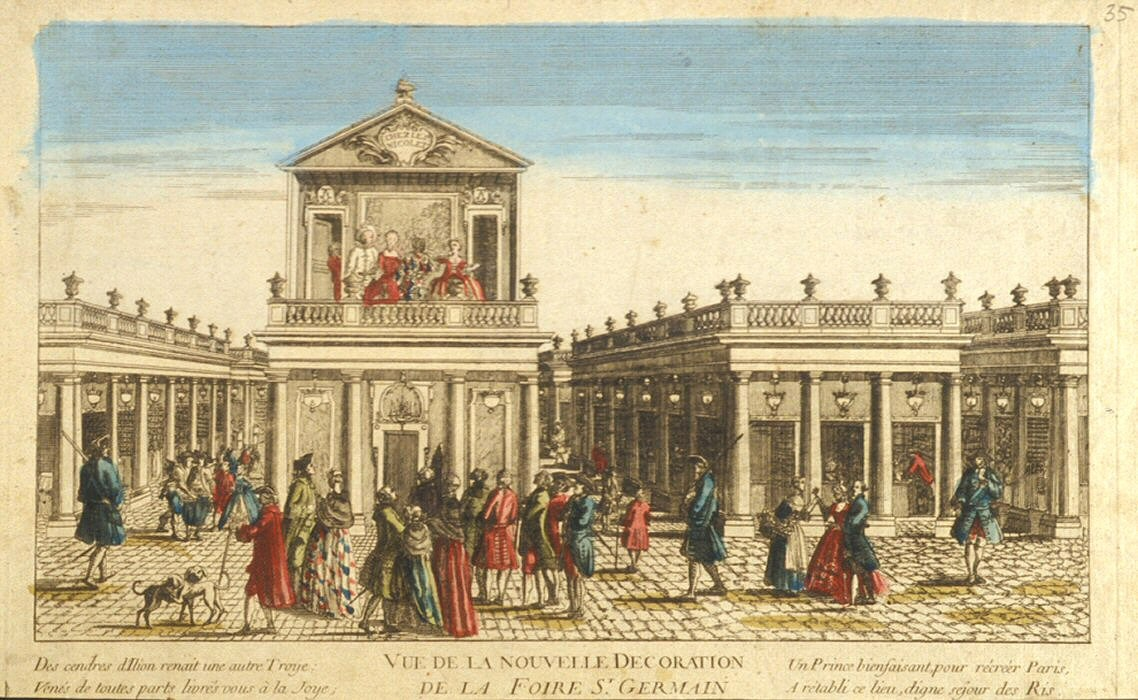
Théâtre de la Foire Saint-Germain.

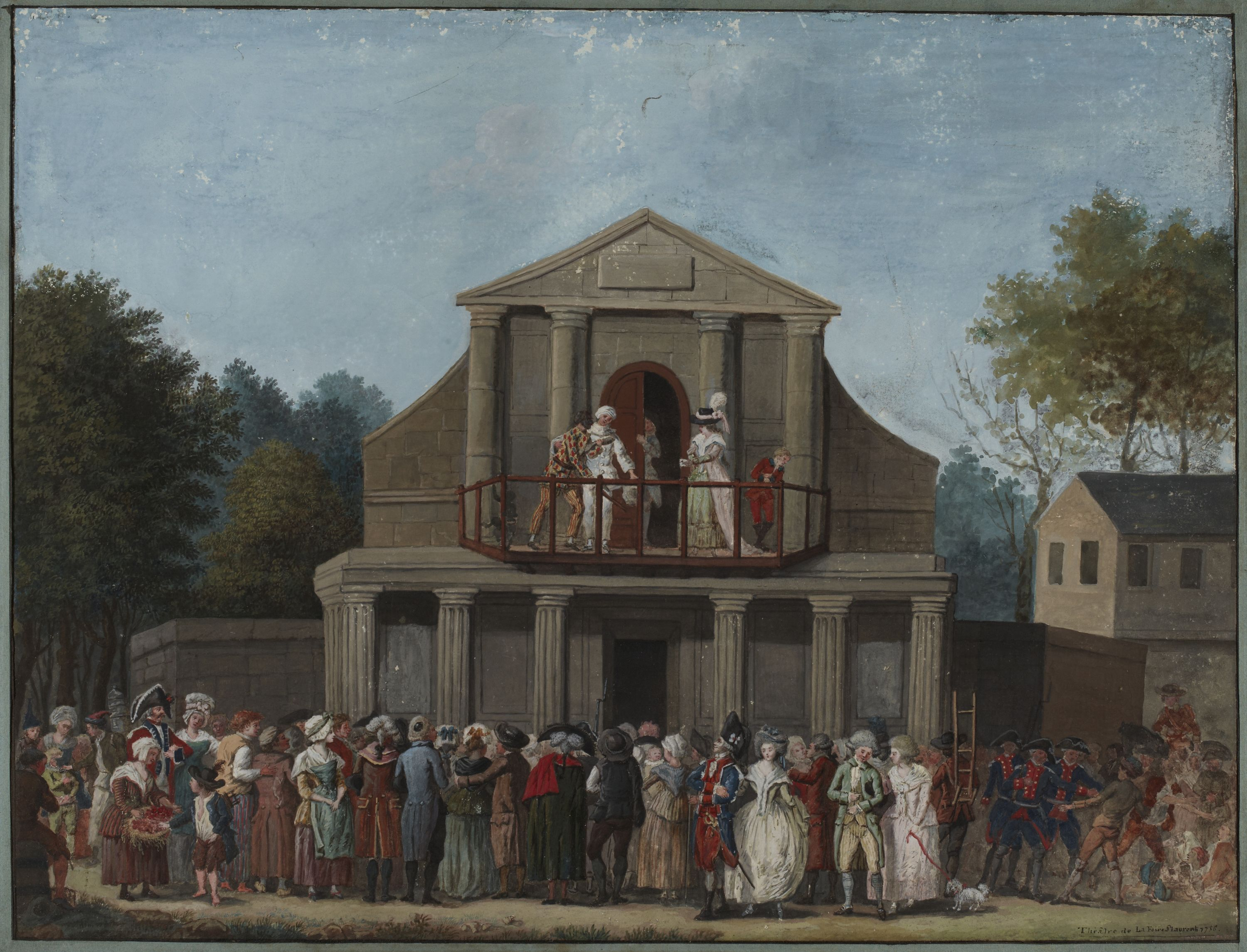
Théâtre de la Foire Saint-Laurent.

Rameau est de retour à Paris, cette fois de manière définitive, à partir de 1722 ou au plus tard début 1723, dans des conditions restées obscures. On ne sait pas où il habite alors : il publie en 1724 son second livre de pièces de clavecin qui ne porte pas l'adresse du compositeur.
Ce qui est certain, c'est que son activité musicale se tourne vers la Foire, et qu'il va collaborer avec Alexis Piron, poète dijonnais établi depuis quelque temps à Paris, qui écrit des comédies ou opéras comiques pour les foires de Saint-Germain (de février au dimanche des Rameaux) et Saint-Laurent (de fin juillet à l'Assomption). Il écrit ainsi de la musique, dont il ne reste presque rien, pour l'Endriague (1723), l'Enlèvement d'Arlequin (1726), la Robe de dissension (1726). Lorsqu'il devient un compositeur établi et célèbre, Rameau compose encore de la musique pour ces spectacles populaires : les Courses de Tempé (1734), les Jardins de l'Hymen (1744) et le Procureur dupé sans le savoir (vers 1758). C'est pour la Comédie Italienne qu'il écrit une pièce qui devient célèbre, Les Sauvages, à l'occasion de l'exhibition d'authentiques « sauvages » Indiens d'Amérique du Nord (écrite pour le clavecin et publiée dans son troisième livre en 1728, cette danse rythmée sera ensuite reprise dans le dernier acte des Indes galantes, dont l'action se déroule dans une forêt de Louisiane). C'est d'ailleurs à la foire qu'il rencontre Louis Fuzelier qui en devient le librettiste.

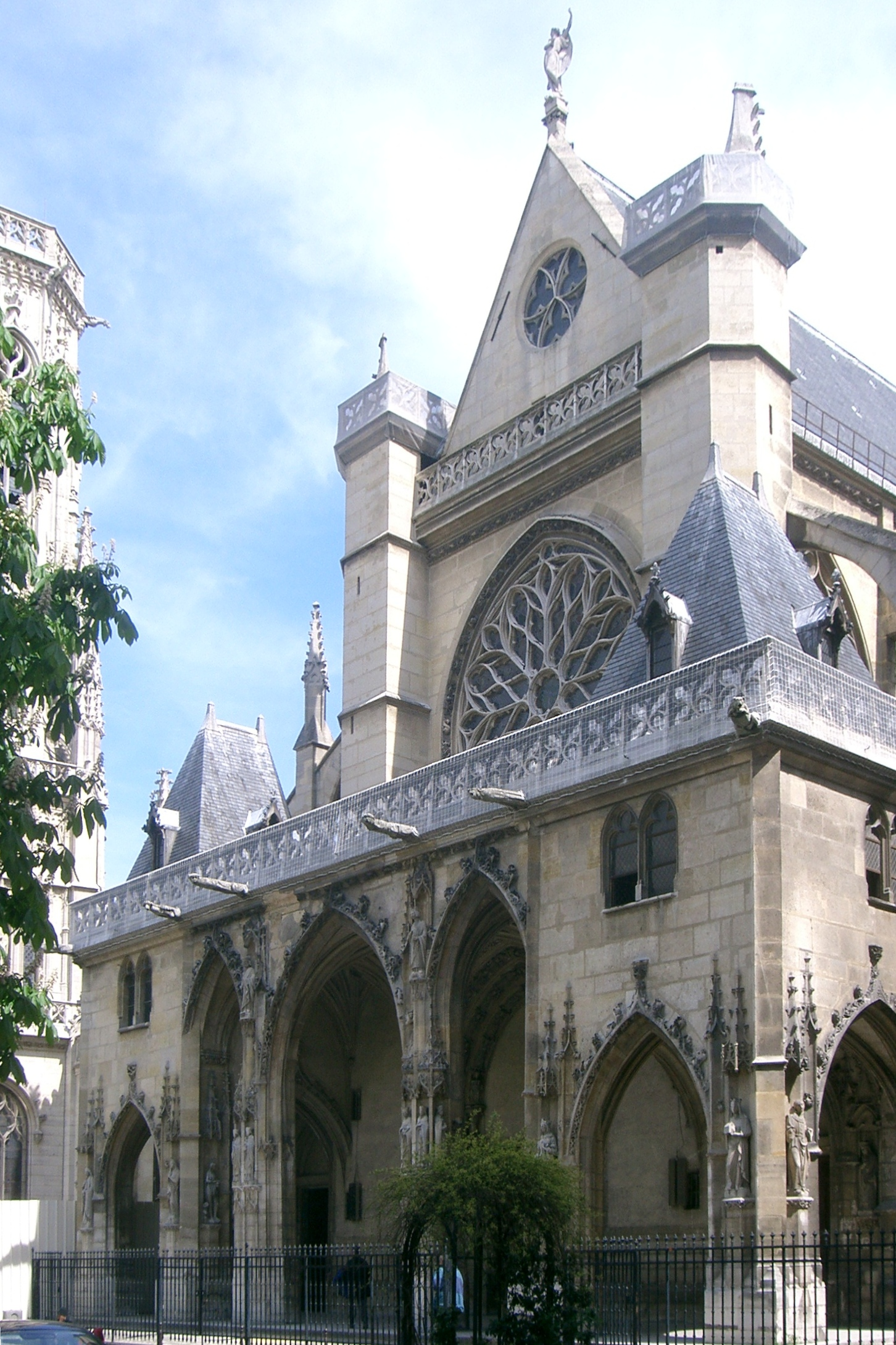
Le mariage du compositeur avec Marie-Louise Mangot (1726) et le baptême de leurs enfants furent célébrés en l'église Saint-Germain l'Auxerrois de Paris.

Le 25 février 1726, il épouse en l'église Saint-Germain l'Auxerrois la jeune Marie-Louise Mangot qui a dix-neuf ans (lui-même en a quarante-deux). L'épouse est d'une famille de musiciens lyonnais ; elle est une bonne musicienne et chanteuse, participe à l'interprétation de certaines œuvres de son mari. Ils auront ensemble deux fils et deux filles. Malgré la différence d'âge et le caractère difficile du musicien, il semble que le ménage ait mené une vie heureuse. Son premier fils, Claude-François est baptisé le 8 août 1727 en cette même église Saint-Germain l'Auxerrois. Le parrain est son frère, Claude Rameau, avec qui il conserve tout au long de sa vie de très bonnes relations.
Pendant ces premières années parisiennes, Rameau poursuit ses recherches et ses activités d'éditeur avec la publication du Nouveau système de musique théorique (1726), qui vient compléter le traité de 1722. Alors que celui-ci était le fruit de réflexions cartésiennes et mathématiques, le nouveau livre fait une place importante aux considérations de nature physique, Rameau ayant pris connaissance des travaux du savant acousticien Joseph Sauveur qui étayent et confirment sur le plan expérimental ses propres considérations théoriques antérieures.
Pendant cette même période, il compose sa dernière cantate : Le Berger fidèle (1727 ou 1728), publie son troisième et dernier livre de clavecin (1728), concourt sans succès au poste d'organiste de l'église Saint-Paul - église aujourd'hui disparue et qu'il ne faut pas confondre avec l'église Saint-Paul-Saint-Louis. C'est Louis-Claude Daquin qui lui est préféré par le jury dont fait partie, entre autres, Jean-François Dandrieu. Il songe enfin à se faire un nom au théâtre lyrique en recherchant un librettiste susceptible de collaborer avec lui.

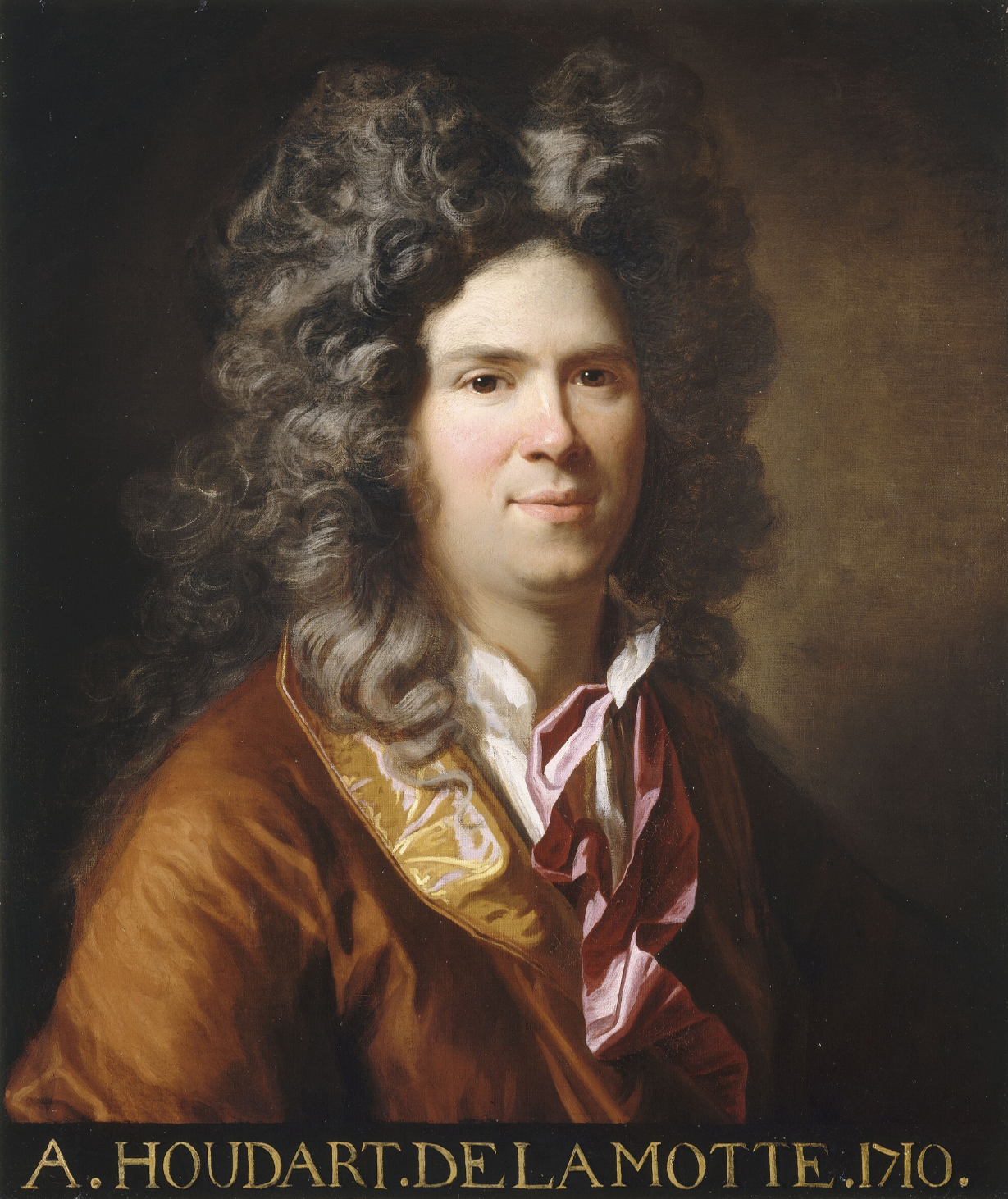
Houdar de la Motte.

Antoine Houdar de La Motte aurait pu être ce librettiste. Poète établi, il connaît le succès depuis de nombreuses années dans sa collaboration avec André Campra, André Cardinal Destouches, Marin Marais. Rameau lui adresse, le 25 octobre 1727, une lettre restée célèbre par laquelle il tente de lui faire valoir ses qualités de compositeur propre à traduire fidèlement dans sa musique ce que le librettiste exprime dans son texte. Houdar de la Motte ne répond pas, semble-t-il, à l'offre. Cependant il conserve cette lettre que l'on retrouve dans ses papiers après sa mort et qui sera publiée dans le Mercure de France après la mort de Rameau. Mais il considère probablement que Rameau (alors âgé de quarante-quatre ans), s'il a une réputation de savant théoricien, n'a encore produit aucune composition musicale d'envergure : un quémandeur parmi d'autres, ou un savant qui ne saurait qu'être ennuyeux ? Comment deviner que ce théoricien abstrait, peu sociable, sec et cassant, sans emploi stable, déjà âgé, qui n'a presque rien composé à une époque où l'on compose jeune, vite et beaucoup, va devenir quelques années plus tard musicien officiel du royaume, le « dieu de la danse » et la gloire incontestée de la musique française ?
Au cours de la décennie 1729-1739, Rameau, au côté d'Alexis Piron et Louis Fuzelier, fait partie des convives de la Société du Caveau ; plusieurs de ses membres (Charles Collé, Charles-Antoine Leclerc de La Bruère, Gentil-Bernard) seront plus tard ses librettistes.

### Au service de La Pouplinière

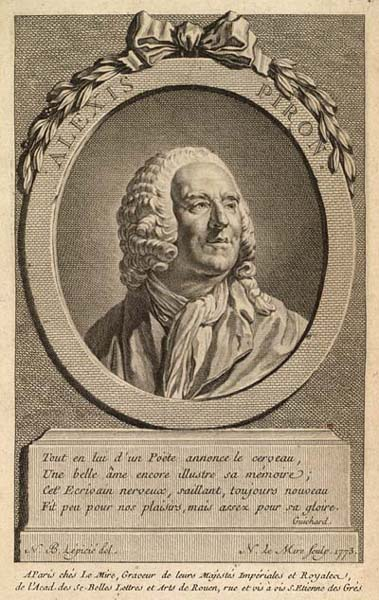
Le poète dijonnais Alexis Piron (1689-1773) collabora avec Rameau pour plusieurs opéras-comiques et introduisit le musicien auprès du fermier général La Pouplinière qui devint son mécène.
Portrait gravé en 1773 par Noël Le Mire d'après un dessin de Nicolas-Bernard Lépicié.

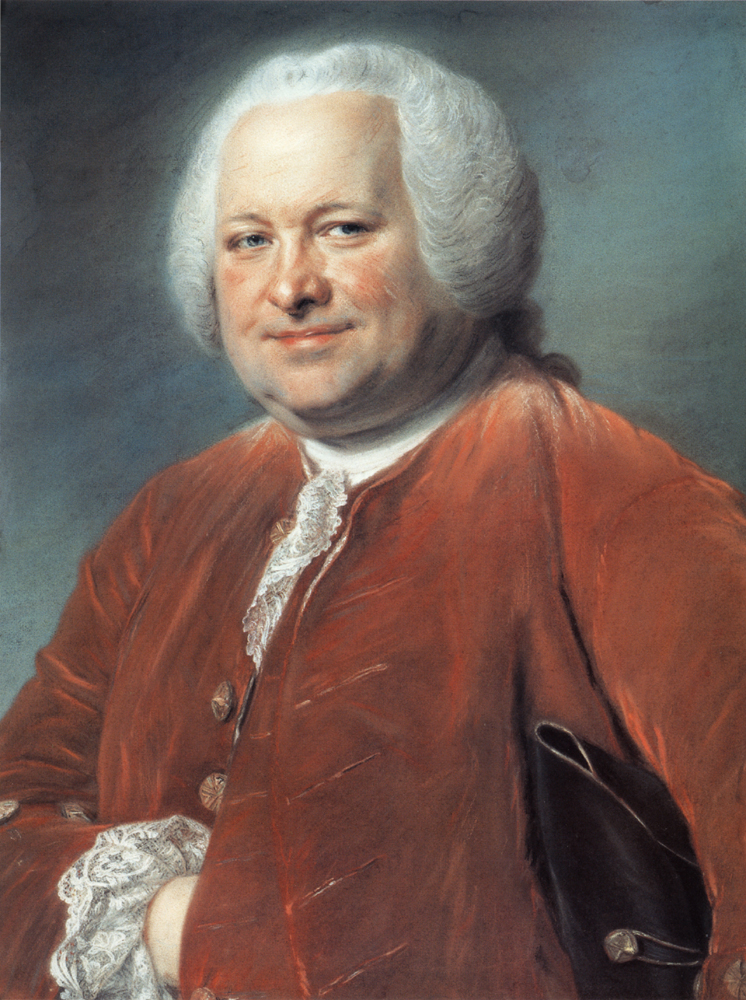
Alexandre Le Riche de La Pouplinière
Portrait par
Maurice Quentin de La Tour

C'est selon toute vraisemblance par l'entremise de Piron que Rameau entre en relation avec le fermier général Alexandre Le Riche de La Pouplinière, l'un des hommes les plus riches, de France, amateur d'art qui entretient autour de lui un cénacle d'artistes dont il fera bientôt partie. Les circonstances de la rencontre entre Rameau et son mécène ne sont pas connues, même si l'on suppose que celle-ci doit avoir lieu avant l'exil de La Pouplinière en Provence à la suite d'une aventure galante, exil qui doit durer de 1727 à 1731. Piron est dijonnais comme Rameau qui lui a fourni la musique de quelques pièces pour la Foire ; il a travaillé en tant que secrétaire de Pierre Durey d'Harnoncourt, alors receveur des finances à Dijon. Or ce dernier est ami intime et compagnon de plaisirs de La Pouplinière : il lui a présenté Piron et celui-ci lui parle sans doute de Rameau que sa musique et surtout ses traités commencent à sortir de l'anonymat.
Cette rencontre détermine la vie de Rameau pour plus de vingt ans et va lui permettre d'entrer en contact avec plusieurs de ses futurs librettistes, y compris Voltaire ainsi que sa future « bête-noire » en la personne de Jean-Jacques Rousseau. En ce qui concerne Voltaire, il a de prime abord une opinion assez négative de Rameau, qu'il juge pédant, méticuleux à l'extrême et, pour tout dire, ennuyeux. Cependant, il ne tarde pas à être subjugué par sa musique et, pour saluer son double talent de savant théoricien et de compositeur de haut vol, lui invente le surnom d'« Euclide-Orphée ».
On suppose que, dès 1731, Rameau dirige l'orchestre privé, de très grande qualité, financé par La Pouplinière. Il conserve ce poste (où lui succéderont Stamitz puis Gossec) pendant 22 ans. Il est également professeur de clavecin de Thérèse Des Hayes, la maîtresse de La Pouplinière à partir de 1737 et qui finit par l'épouser en 1740. Madame de La Pouplinière est d'une famille d'artistes, liée par sa mère au richissime banquier Samuel Bernard,, bonne musicienne elle-même, et d'un goût plus sûr que son mari. Elle se révèle comme l'une des meilleures alliées de Rameau avant sa séparation d'avec son mari, en 1748 - l'un comme l'autre étant fort volages.
En 1732, les Rameau ont un deuxième enfant, Marie-Louise, qui est baptisée le 15 novembre.

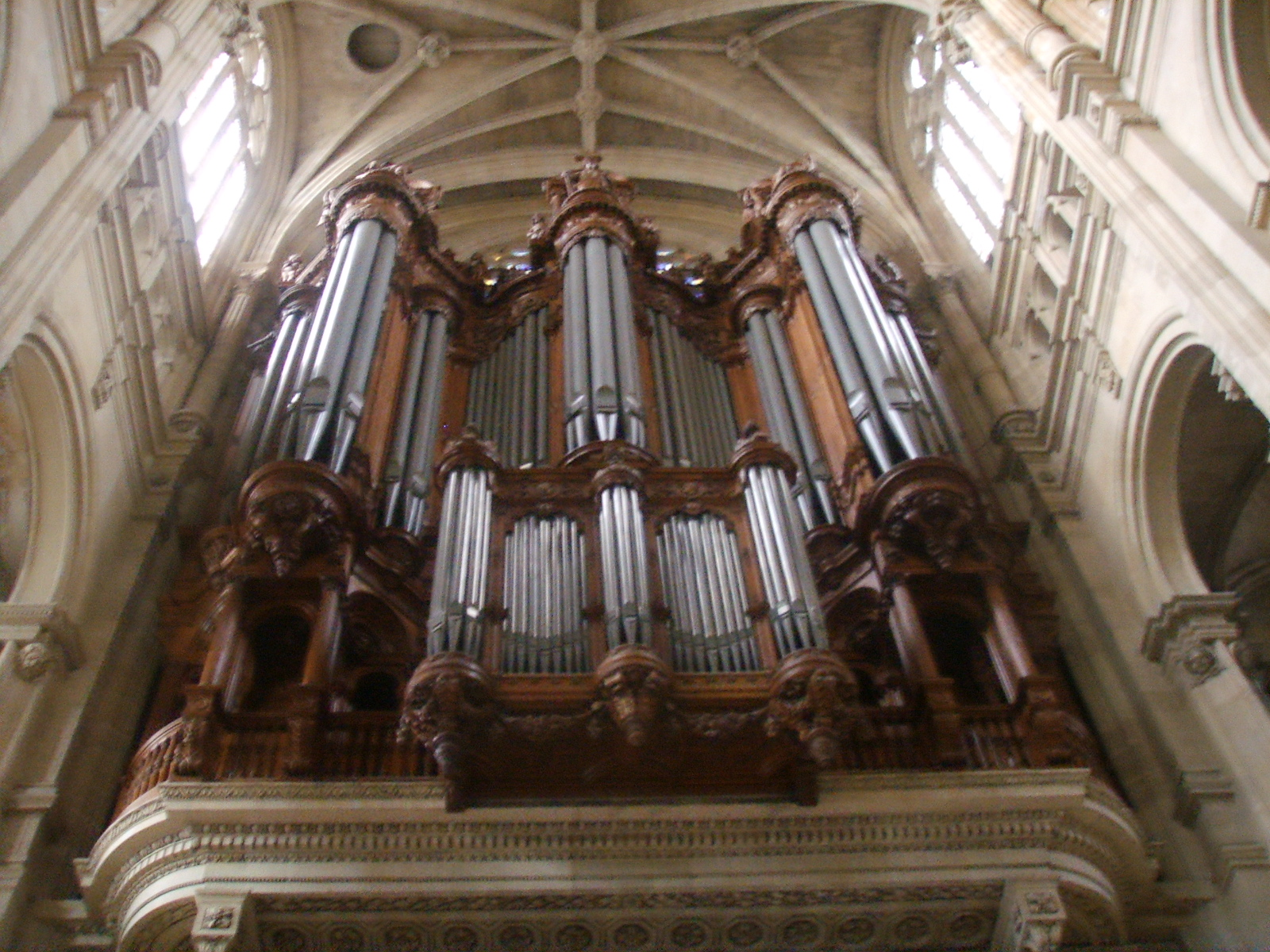
L'orgue de l'église Saint-Eustache - (reconstruit après l'époque de Rameau).

Rameau anime en musique les fêtes données par La Pouplinière dans ses hôtels particuliers, d'abord rue Neuve des Petits-Champs, puis à partir de 1739, en l'hôtel Villedo rue de Richelieu ; mais aussi celles organisées par certains des amis du fermier-général, par exemple en 1733 pour le mariage de la fille du financier Samuel Bernard, Bonne Félicité, avec Mathieu-François Molé : il tient à cette occasion l'orgue de l'église Saint-Eustache, les claviers lui ayant été prêtés par son titulaire, et reçoit 1 200 livres du riche banquier pour sa prestation.
1733 : Rameau a cinquante ans. Théoricien rendu célèbre par ses traités sur l'harmonie, c'est aussi un musicien de talent apprécié à l'orgue, au clavecin, au violon, à la direction d'orchestre. Cependant, son œuvre de compositeur se limite à quelques motets et cantates et à trois recueils de pièces de clavecin dont les deux derniers sont remarqués pour leur aspect novateur. À cette époque, ses contemporains sensiblement du même âge, Vivaldi - de cinq ans son aîné, qui mourra en 1741, Telemann, Bach, Haendel, ont déjà composé l'essentiel d'une œuvre très importante. Rameau présente un cas très particulier dans l'histoire de la musique baroque : ce « compositeur débutant » quinquagénaire possède un métier accompli qui ne s'est pas encore manifesté sur son terrain de prédilection, la scène lyrique, où il éclipse bientôt tous ses contemporains.

### Enfin le succès:Hippolyte et Aricie

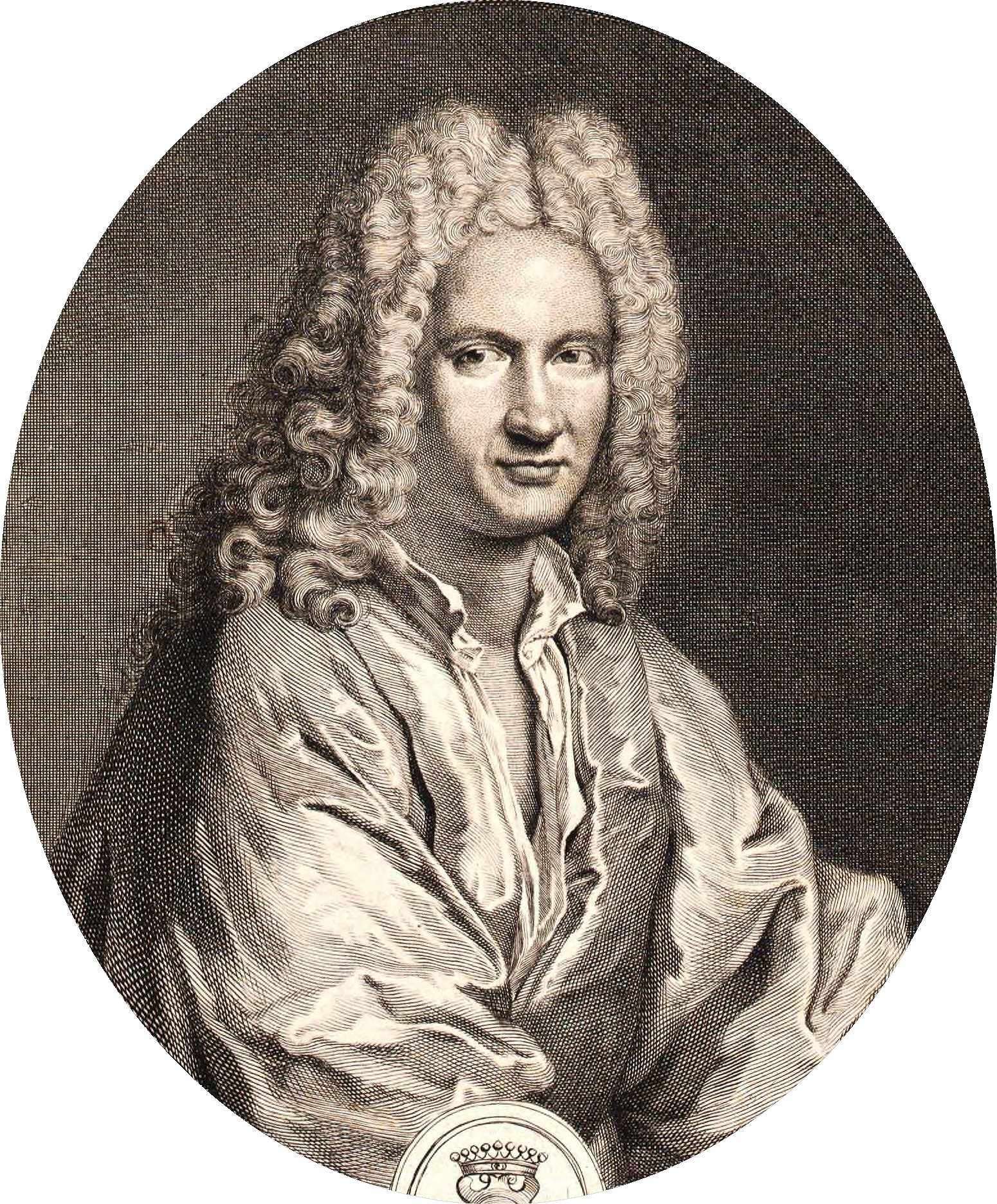
Le compositeur André Campra (1660-1744), héritier de l'art de Lully, estimait beaucoup Rameau et accueillit très favorablement sa tragédie Hippolyte et Aricie.

L'abbé Simon-Joseph Pellegrin (religieux suspendu a divinis par l'archevêque de Paris pour s'être trop investi dans le monde du théâtre) fréquente la maison de La Pouplinière. Il y fait la connaissance de Rameau alors qu'il a déjà écrit, depuis 1714, plusieurs livrets d'opéras ou d'opéras-ballets. Il va lui fournir celui d'une tragédie en musique, Hippolyte et Aricie, qui installe d'emblée le compositeur au firmament de la scène lyrique en France. Sur ce livret, dont l'action s'inspire librement de la Phèdre de Jean Racine et au-delà, des tragédies de Sénèque (Phèdre) et Euripide (Hippolyte porte-couronne), Rameau met en œuvre les réflexions de presque toute une vie quant au rendu par la musique de toutes les situations théâtrales, des passions et des sentiments humains, comme il a tenté de le faire valoir, en vain, à Houdar de la Motte. Bien sûr, Hippolyte et Aricie sacrifie aussi aux exigences particulières de la tragédie en musique qui donne une place importante aux chœurs, danses et aux effets de machinerie. Paradoxalement, la pièce associe une musique très savante et moderne à une forme de spectacle lyrique qui a connu ses grandes heures à la fin du siècle précédent mais que l'on considère alors comme surannée.
La pièce est montée en privé chez La Pouplinière dès le printemps 1733. Après les répétitions à l'Académie royale de musique à partir de juillet, la première représentation a lieu le 1er octobre. La pièce déconcerte tout d'abord mais finalement fait un triomphe. Conforme à la tradition de Lully quant à la structure (un prologue et cinq actes), elle dépasse musicalement tout ce qui s'était fait auparavant dans ce domaine. Le vieux compositeur André Campra, qui assiste à la représentation estime d'ailleurs qu'il y a « assez de musique dans cet opéra pour en faire dix », ajoutant que « cet homme (Rameau) les éclipserait tous ». Rameau doit pourtant retravailler la version initiale, car les chanteurs ne parviennent pas à interpréter correctement certains de ses airs, et notamment le « second trio des Parques » dont l'audace rythmique et harmonique est inouïe pour l'époque. La pièce, donc, ne laisse personne indifférent : Rameau est en même temps encensé par ceux que ravissent la beauté, la science et l'originalité de sa musique et critiqué par les nostalgiques du style de Lully, qui proclament que l'on dévoie la véritable musique française au profit d'un italianisme de mauvais aloi. L'opposition des deux camps est d'autant plus étonnante que, toute sa vie, Rameau professe à l'égard de Lully un respect inconditionnel qui ne laisse d'ailleurs pas de surprendre. Avec 32 représentations en 1733, cette œuvre installe définitivement Rameau à la première place de la musique française ; elle sera reprise trois fois à l'Académie royale du vivant du compositeur.

### Première carrière lyrique (1733-1739)
Pendant sept ans, de 1733 à 1739, Rameau donne toute la mesure de son génie et semble vouloir rattraper le temps perdu en composant ses œuvres les plus emblématiques : trois tragédies lyriques (après Hippolyte et Aricie, Castor et Pollux en 1737 puis Dardanus en 1739) et deux opéras-ballets (Les Indes galantes en 1735 et Les Fêtes d'Hébé en 1739). Ce qui ne l'empêche pas de poursuivre ses travaux théoriques : en 1737, son traité sur la Génération harmonique reprend et développe les précédents traités. L'exposé, destiné aux membres de l'Académie des sciences, débute par l'énoncé de douze propositions et la description de sept expériences par lesquelles il entend démontrer que sa théorie est fondée en droit car provenant de la nature, thème cher aux intellectuels du siècle des Lumières.

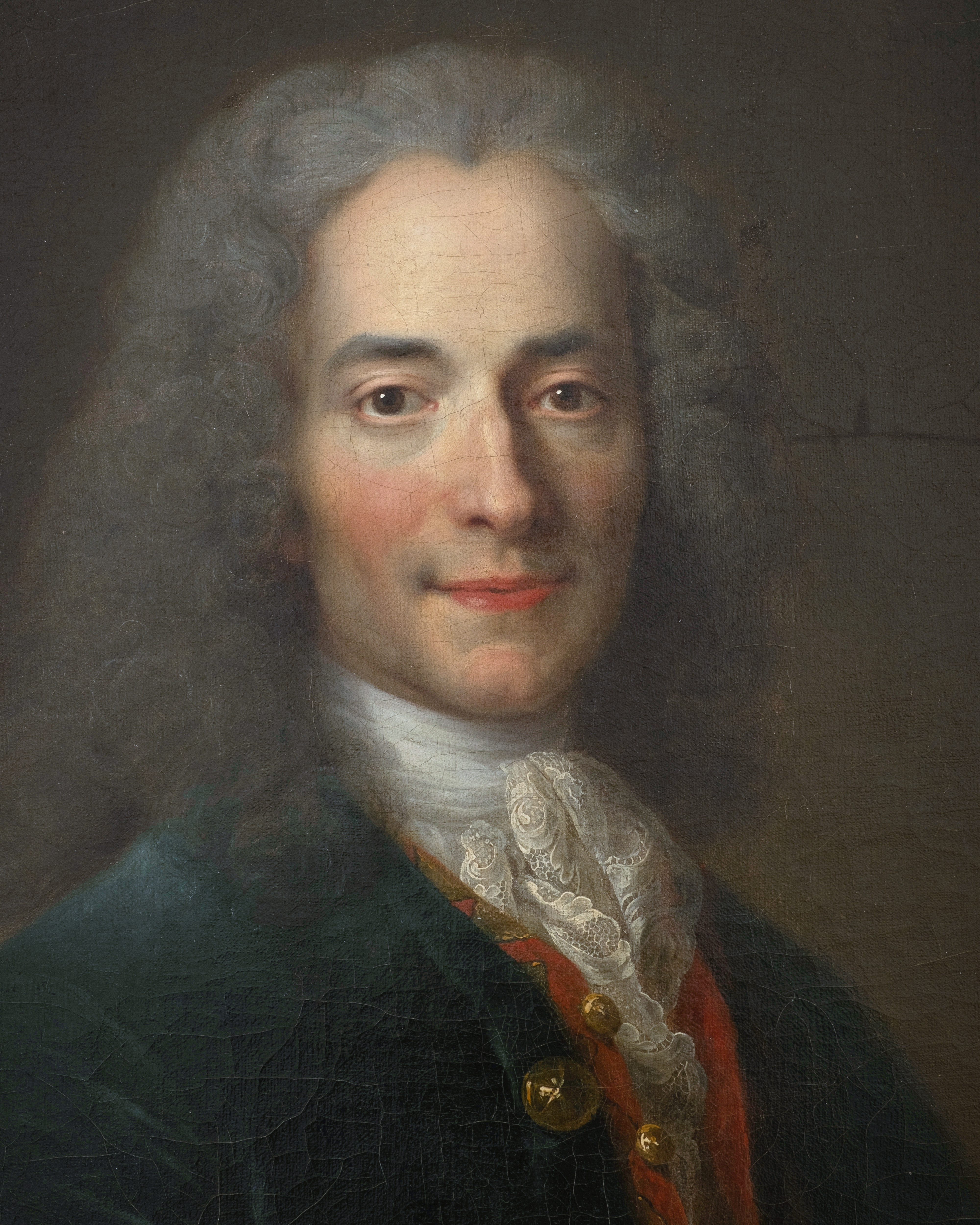
D'abord sceptique, Voltaire devint un admirateur de Rameau qu'il baptisa l'« Euclide-Orphée ». Leur projet commun, l'opéra Samson, ne fut jamais achevé.
Portrait de Voltaire en 1718
Atelier de Nicolas de Largillierre (1656-1746)
Paris, Musée Carnavalet.

Dès 1733, Rameau et Voltaire envisagent de collaborer sur un opéra sacré intitulé Samson : l'abbé Pellegrin a connu son plus grand succès en 1732 avec un Jephté mis en musique par Montéclair, ouvrant ainsi ce qui paraît une voie nouvelle. Voltaire peine à composer son livret : la veine religieuse n'est pas vraiment la sienne ; les contretemps surviennent avec son exil de 1734 ; Rameau lui-même, enthousiaste au début, se lasse d'attendre et ne semble plus très motivé ; pourtant des répétitions partielles ont lieu. Cependant, le mélange des genres, entre le récit biblique et l'opéra qui appelle les intrigues galantes, n'est pas du goût de tous, en particulier des autorités religieuses. En 1736, la censure interdit l'ouvrage, qui ne sera jamais terminé ni, bien sûr, représenté. Le livret n'a pas été perdu mais édité par Voltaire quelques années plus tard ; la musique de Rameau est vraisemblablement réutilisée dans d'autres œuvres, sans qu'on sache l'identifier.
Qu'importe puisque 1735 voit la naissance d'un nouveau chef-d'œuvre, l'opéra-ballet Les Indes galantes, probablement l'œuvre scénique la plus connue, également le sommet du genre, en un prologue et quatre entrées, sur un livret de Louis Fuzelier. Le coup d'essai de Rameau dans le domaine de la tragédie en musique a été un coup de maître : il en est de même dans celui, plus léger, de l'opéra-ballet mis au point par André Campra en 1697 avec le Carnaval de Venise et l'Europe galante. La similitude des titres ne laisse place à aucune surprise : Rameau exploite la même veine à succès mais recherche un peu plus d'exotisme dans des Indes très approximatives qui se trouvent en fait en Turquie, en Perse, au Pérou ou chez les Indiens d'Amérique du Nord. L'intrigue ténue de ces petits drames sert surtout à introduire un « grand spectacle » où les costumes somptueux, les décors, les machineries, et surtout la danse tiennent un rôle essentiel. Les Indes galantes symbolisent l'époque insouciante, raffinée, vouée aux plaisirs et à la galanterie de Louis XV et de sa cour. L'œuvre est créée à l'Académie royale de musique le 23 août 1735 et connaît un succès croissant. Elle comprend un prologue et deux entrées. À la troisième représentation, l'entrée des Fleurs est ajoutée, puis vite remaniée à la suite des critiques concernant le livret - dont l'intrigue est particulièrement tirée par les cheveux ; la quatrième entrée Les Sauvages est finalement ajoutée le 10 mars 1736 : Rameau y réutilise la danse des Indiens d'Amérique qu'il a composée plusieurs années auparavant puis transcrite en pièce de clavecin dans son troisième livre. Les Indes galantes sont reprises, en totalité ou partiellement, de nombreuses fois du vivant du compositeur et Rameau en réalisera lui-même une transcription pour le clavecin des principaux airs.
Maintenant célèbre, il peut ouvrir, à son domicile, une classe de composition.
Le 24 octobre 1737 est créée la deuxième tragédie lyrique, Castor et Pollux sur un livret de Gentil-Bernard, lui aussi rencontré chez La Pouplinière. De l'avis général, le livret narrant les aventures des divins jumeaux amoureux de la même femme est un des meilleurs qu'ait traités le compositeur (même si le talent de Gentil-Bernard ne mérite pas l'appréciation dithyrambique de Voltaire à son égard). L'œuvre bénéficie d'une musique admirable quoique moins audacieuse que celle d'Hippolyte et Aricie - Rameau n'écrit d'ailleurs plus jamais d'airs comparables, en hardiesse, au second trio des Parques ou au monumental air de Thésée « Puissant maître des flots ». Mais l'œuvre se termine par un extraordinaire divertissement, la Fête de l'Univers, après que les héros sont installés au séjour des Immortels.
Coup sur coup en 1739, c'est la création des Fêtes d'Hébé (second opéra-ballet) sur un livret de Montdorge, le 25 mai et de Dardanus (troisième tragédie lyrique) sur un livret de Charles-Antoine Leclerc de La Bruère, le 19 novembre. Si la musique de Rameau est toujours plus somptueuse, les livrets se font de plus en plus indigents : ils doivent être rapidement remaniés afin d'en cacher les défauts les plus criants.
Les Fêtes d'Hébé connaissent un succès immédiat mais l'abbé Pellegrin est appelé pour améliorer le livret (particulièrement la deuxième entrée) après quelques représentations. La troisième entrée (la Danse) est particulièrement appréciée avec son caractère pastoral envoûtant - Rameau y réutilise, en l'orchestrant, le fameux Tambourin du second livre de clavecin qui contraste avec une des plus admirables musettes qu'il ait composées, tour à tour jouée, chantée et en chœur.
Quant à Dardanus, peut-être musicalement la plus riche des œuvres de Rameau, la pièce est initialement mal reçue par le public, du fait de l'invraisemblance du livret et de la naïveté de certaines scènes : modifié après quelques représentations, l'opéra est quasiment réécrit, dans ses trois derniers actes, pour une reprise en 1744 : il s'agit presque d'une œuvre différente.

### Sept ans de silence
Après ces quelques années où il produit chef-d'œuvre après chef-d'œuvre, Rameau disparaît mystérieusement pour six ans de la scène lyrique et même presque de la scène musicale, à part une nouvelle version de Dardanus en 1744.
On ne connaît pas la raison de ce soudain silence (peut-être un désaccord avec les autorités de l'Académie Royale de Musique) ; probablement Rameau se consacre-t-il à sa fonction de chef d'orchestre de La Pouplinière. Sans doute a-t-il déjà abandonné toute fonction d'organiste (certainement au plus tard en 1738 pour l'église Sainte-Croix de la Bretonnerie). Aucun écrit théorique non plus ; seules restent de ces quelques années les Pièces de clavecin en concerts, unique production de Rameau dans le domaine de la musique de chambre, issues probablement des concerts organisés chez le fermier-général.
Son troisième enfant, Alexandre, naît en 1740. Son parrain est La Pouplinière mais l'enfant meurt avant 1745. La dernière fille, Marie-Alexandrine naît en 1744. À partir de cette même année, Rameau et sa famille ont un appartement dans le palais du fermier général rue de Richelieu ; ils en disposent pendant douze ans, en conservant probablement leur appartement de la rue saint-Honoré. Ils passent aussi tous les étés au château de Passy acheté par La Pouplinière ; Rameau y tient l'orgue.
Jean-Jacques Rousseau, arrivé à Paris en 1741, est introduit chez La Pouplinière par une cousine de Madame de La Pouplinière en 1744 ou 1745. Bien qu'admirateur de Rameau, il est reçu sans sympathie et avec un certain mépris par celui-ci et il se met aussi à dos la maîtresse de maison, meilleur soutien du compositeur. Rousseau est très fier de son invention d'un système chiffré destiné à noter la musique, beaucoup plus simple selon lui que le système traditionnel de la portée. Rameau ne tarde pas à le réfuter, pour des raisons pratiques que l'inventeur est obligé d'admettre. Ayant assisté chez le fermier-général à la représentation d'un opéra, Les Muses galantes, dont Rousseau se présente comme l'auteur, Rameau l'accuse de plagiat, ayant décelé entre différentes parties de l'œuvre des inégalités de qualité musicale. L'animosité née entre les deux hommes de ce premier contact ne fera que croître dans les années qui suivent.

### Seconde carrière lyrique
Rameau réapparaît sur la scène lyrique en 1745 et va, cette année-là, quasiment la monopoliser avec cinq nouvelles œuvres. La Princesse de Navarre, comédie-ballet dont le livret est dû à Voltaire, est représentée à Versailles le 23 février à l'occasion du mariage du Dauphin. Platée, comédie lyrique d'un style inédit, est créée à Versailles le 31 mars ; dans le registre comique, c'est le chef-d'œuvre de Rameau qui a même acheté les droits du livret pour pouvoir au mieux l'adapter à ses besoins.
Les Fêtes de Polymnie, opéra-ballet, est créé à Paris le 12 octobre sur un livret de Louis de Cahusac, librettiste rencontré chez La Pouplinière ; c'est le début d'une longue et fructueuse collaboration qui ne s'arrêtera que par la mort du poète en 1759. Le Temple de la Gloire, opéra-ballet dont le livret est à nouveau de Voltaire, est représenté à Versailles le 27 novembre. Enfin, Les Fêtes de Ramire, acte de ballet, est représenté à Versailles le 22 décembre.
Rameau devient un des musiciens officiels de la cour : il est nommé « Compositeur de la Musique de la Chambre de Sa Majesté » le 4 mai 1745, et reçoit une pension annuelle de 2 000 livres « pour en jouir et en être payé sa vie durant ».
Les Fêtes de Ramire est une œuvre de pur divertissement qui doit réutiliser la musique de La Princesse de Navarre sur un livret minimal écrit par Voltaire. Rameau étant occupé au Temple de la Gloire, Jean-Jacques Rousseau est chargé de l'adaptation musicale mais ne parvient pas à terminer le travail à temps ; Rameau, passablement énervé, se voit donc obligé de le faire lui-même au prix de l'humiliation de Rousseau ; ce nouvel incident dégrade un peu plus des relations déjà très aigries.
Après le « feu d'artifice » de 1745, le rythme de production du compositeur va ensuite se ralentir, mais Rameau va produire pour la scène, de façon plus ou moins régulière, jusqu'à la fin de sa vie, et sans abandonner ses recherches théoriques ni, bientôt, ses activités polémiques et pamphlétaires : ainsi, il compose en 1747 Les Fêtes de l'Hymen et de l'Amour et, cette même année, sa dernière œuvre pour le clavecin, une pièce isolée, La Dauphine ; en 1748, la pastorale Zaïs, l'acte de ballet Pygmalion, l'opéra-ballet Les Surprises de l'amour ; en 1749, la pastorale Naïs, et la tragédie lyrique Zoroastre où il innove en supprimant le prologue qui est remplacé par une simple ouverture ; enfin en 1751, l'acte de ballet La Guirlande et la pastorale Acanthe et Céphise.

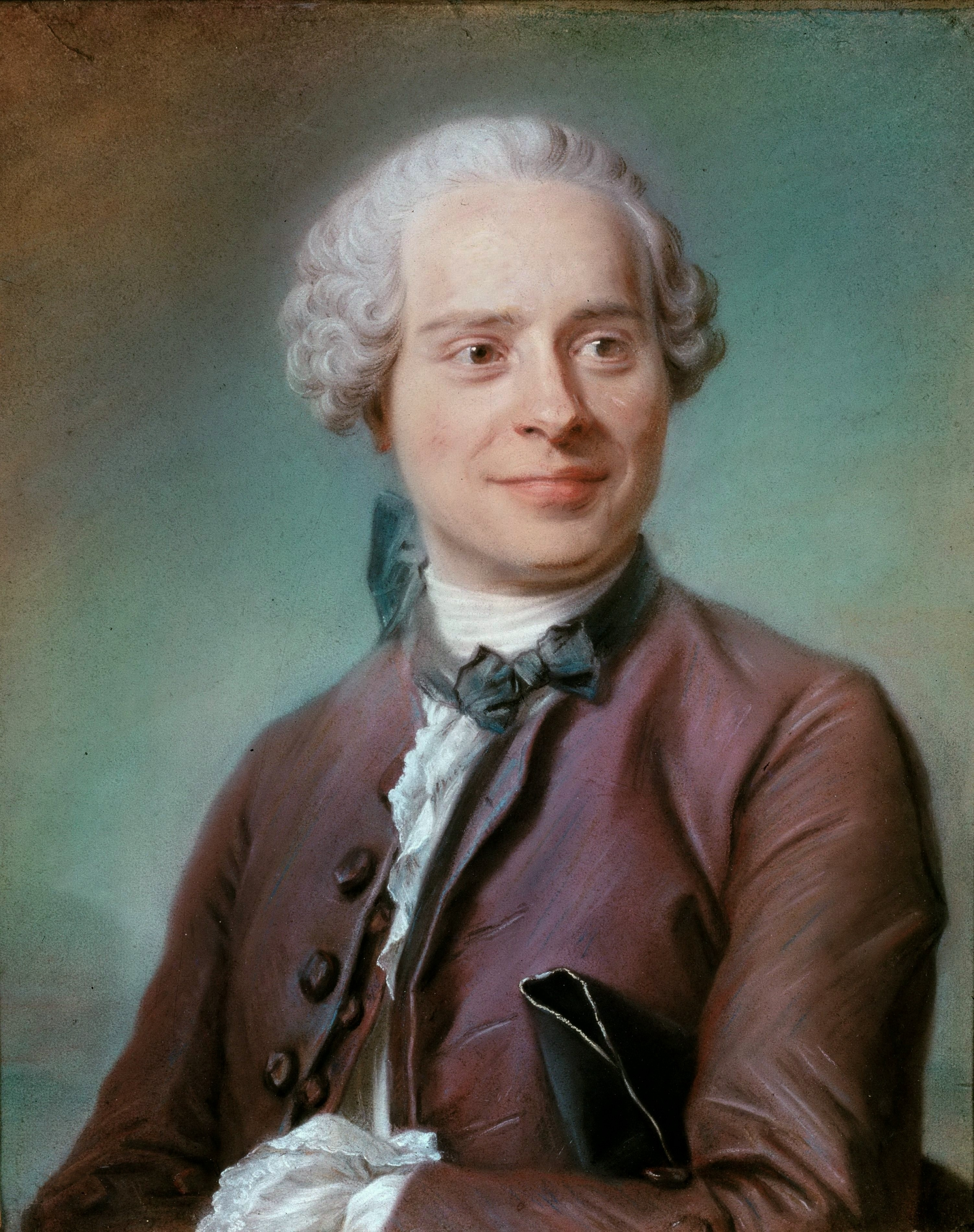
D'abord séduit par la théorie de Rameau, d'Alembert finira par prendre ses distances et en contester certains aspects
Portrait peint en 1753 par Maurice Quentin de la Tour, musée du Louvre.

C'est probablement pendant cette période qu'il entre en contact avec d'Alembert, intéressé par l'approche scientifique de son art par le musicien. Il encourage Rameau à présenter le résultat de ses travaux à l'Académie des Sciences : en 1750, peut-être aidé de Diderot, il publie son traité intitulé Démonstration du principe de l'harmonie, que l'on considère comme le mieux écrit de tous ses ouvrages théoriques. D'Alembert fait l'éloge de Rameau, rédigera en 1752 les Éléments de musique théorique et pratique selon les principes de M. Rameau et retouche en sa faveur des articles de l’Encyclopédie écrits par Rousseau. Mais leurs voies divergent quelques années plus tard lorsque le philosophe-mathématicien prend conscience des errements de la pensée de Rameau concernant le rapport entre sciences pures et sciences expérimentales. Pour l'heure, Rameau cherche aussi l'approbation de ses travaux par les plus grands mathématiciens, ce qui sera l'occasion d'échanges de lettres avec Jean Bernoulli et Leonhard Euler.
En 1748, La Pouplinière et son épouse se séparent : Rameau perd chez son mécène la plus fidèle alliée. Il approche des soixante-dix ans : son activité prodigieuse qui laisse peu de place à la concurrence en agace plus d'un, et joue certainement un rôle dans les attaques qu'il subit pendant la fameuse Querelle des Bouffons. Mais l'âge ne l'a rendu ni plus souple, ni moins attaché à ses idées…
Pour comprendre la survenance de la Querelle des Bouffons, il faut se souvenir que vers 1750, la France est, musicalement parlant, très isolée du reste de l'Europe qui est acquis depuis longtemps à la suprématie de la musique italienne. En Allemagne, en Autriche, en Angleterre, aux Pays-Bas, dans la péninsule ibérique, la musique italienne a balayé ou tout au moins s'est assimilée les traditions locales. Seule la France fait encore figure de bastion résistant à cette hégémonie. Le symbole de cette résistance est la tragédie en musique de Lully – à présent symbolisée par le vieux Rameau – cependant que l'attrait de la musique italienne se fait sentir depuis longtemps dans la pratique de la musique instrumentale. L'antagonisme né entre Rameau et Rousseau – inimitié personnelle doublée de conceptions tout à fait opposées en matière musicale – personnalise aussi cet affrontement qui donnera lieu à un véritable déchaînement verbal, épistolaire voire physique entre le « Coin du Roi » (les tenants de la tradition française) et le « Coin de la Reine » (ceux de la musique italienne).

### La querelle des Bouffons

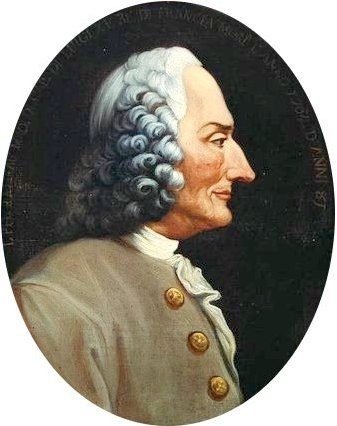
Rameau, peinture à l'huile d'après un tableau d'Augustin de Saint-Aubin. Inscription : I. Ph. Rameau m[aest]ro di cap[ella] di Luigi XV re di Francia morì l'anno 1764 d'anni 81 (J. Ph. Rameau, maître de chapelle de Louis XV roi de France, mourut en 1764 à 81 ans)

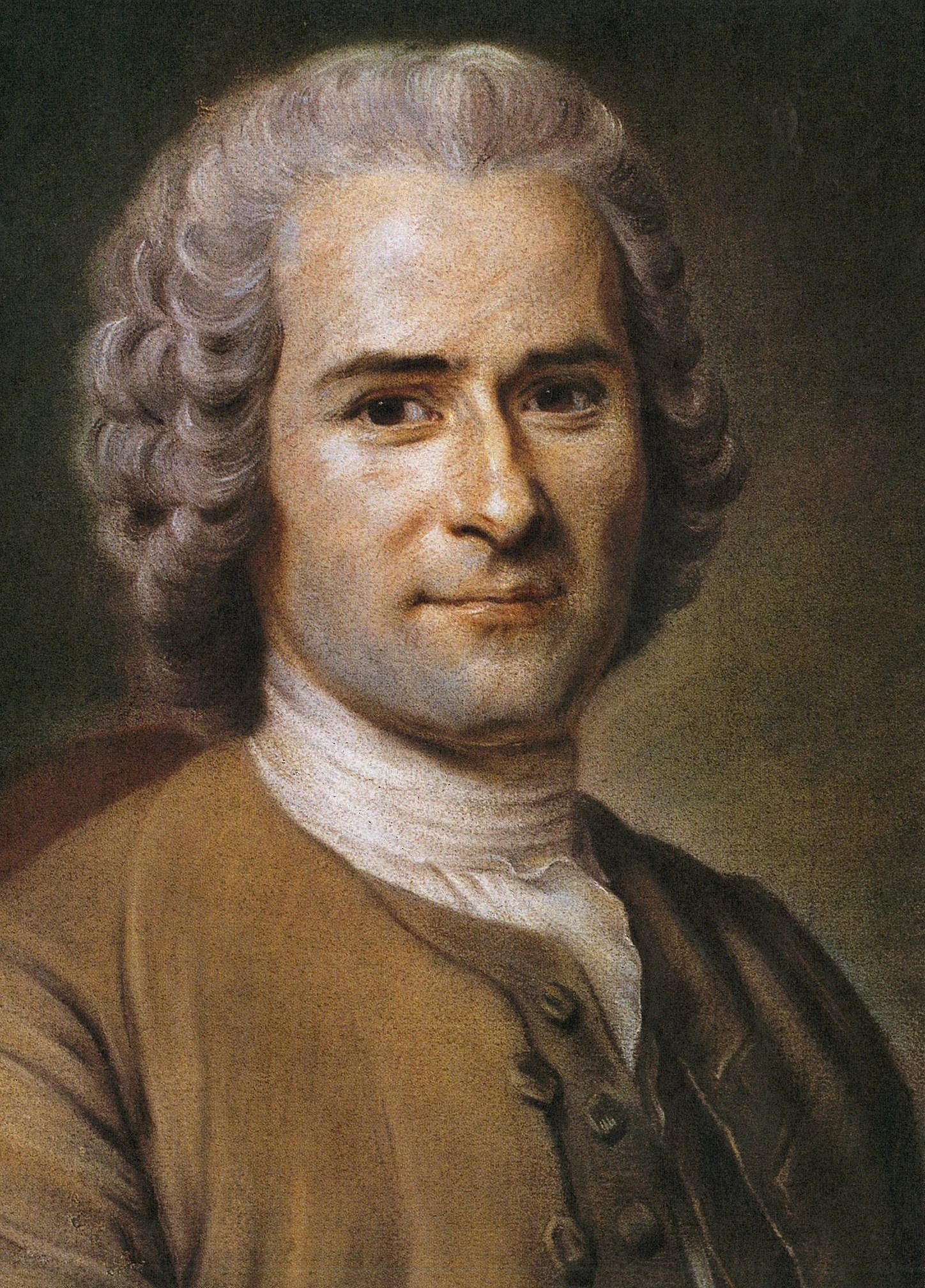
… et son ennemi J.J. Rousseau.
Portrait au pastel (1753) par Maurice Quentin de la Tour, Musée Antoine Lécuyer à Saint-Quentin

Dès le début de l'année 1752, Friedrich Melchior Grimm, journaliste et critique allemand installé à Paris, avait éreinté le style français dans sa Lettre sur Omphale à la suite de la reprise de cette tragédie lyrique composée au début du siècle par André Cardinal Destouches, proclamant la supériorité de la musique dramatique italienne. Rameau n'était pas visé par ce pamphlet, Grimm ayant d'ailleurs à cette époque une haute opinion de Rameau en tant que musicien.
Le 1er août 1752, une troupe itinérante italienne s'installe à l'Académie royale de musique pour y donner des représentations d'intermezzos et d'opéras bouffes. Ils débutent avec la représentation de La serva padrona (la Servante Maîtresse) de Pergolèse. La même œuvre avait déjà été donnée à Paris en 1746, sans attirer quelque attention. Cette fois, c'est un scandale qui éclate : l'intrusion dans le temple de la musique française de ces « bouffons » divise l'intelligentsia musicale parisienne en deux clans. Entre partisans de la tragédie lyrique, royale représentante du style français, et sympathisants de l'opéra-bouffe, truculent défenseur de la musique italienne, naît une véritable querelle pamphlétaire qui animera les cercles musicaux, littéraires, philosophiques de la capitale française jusqu'en 1754.
En fait, la Querelle des Bouffons, déclenchée sous un prétexte musical est, bien au-delà, la confrontation de deux idéaux esthétiques, culturels et, finalement, politiques définitivement incompatibles : le classicisme, associé à l'image du pouvoir absolu de Louis XIV, opposé à l'esprit des Lumières. La musique si raffinée (si savante, donc produit d'une culture contestée) de Rameau se trouve mise « dans le même sac » que les pièces théâtrales qui lui servent de moule et d'argument, avec leur attirail de mythologie, de merveilleux, de machines auxquels les philosophes veulent opposer la simplicité, le naturel, la spontanéité de l'opéra-bouffe italien que caractérise une musique donnant la primauté à la mélodie.
Précisément, tout ce qu'a écrit Rameau depuis trente ans définit l'harmonie comme le principe, la nature même de la musique ; comment imaginer la réconciliation du savant musicien, sûr de ses idées, orgueilleux, têtu et querelleur avec un Rousseau qu'il méprise depuis le début et qui se permet de contredire ses théories ? Sa vindicte va aussi à l'Encyclopédie puisque c'est Rousseau que Diderot a chargé de rédiger les articles sur la musique.

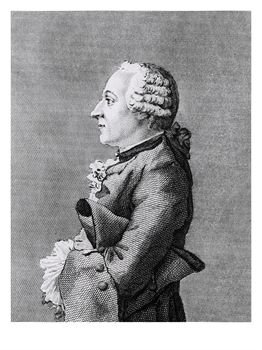
L’Allemand Grimm n'a pas de mots trop durs pour la musique française.
Gravure de John Swaine d'après Carmontelle (1769).

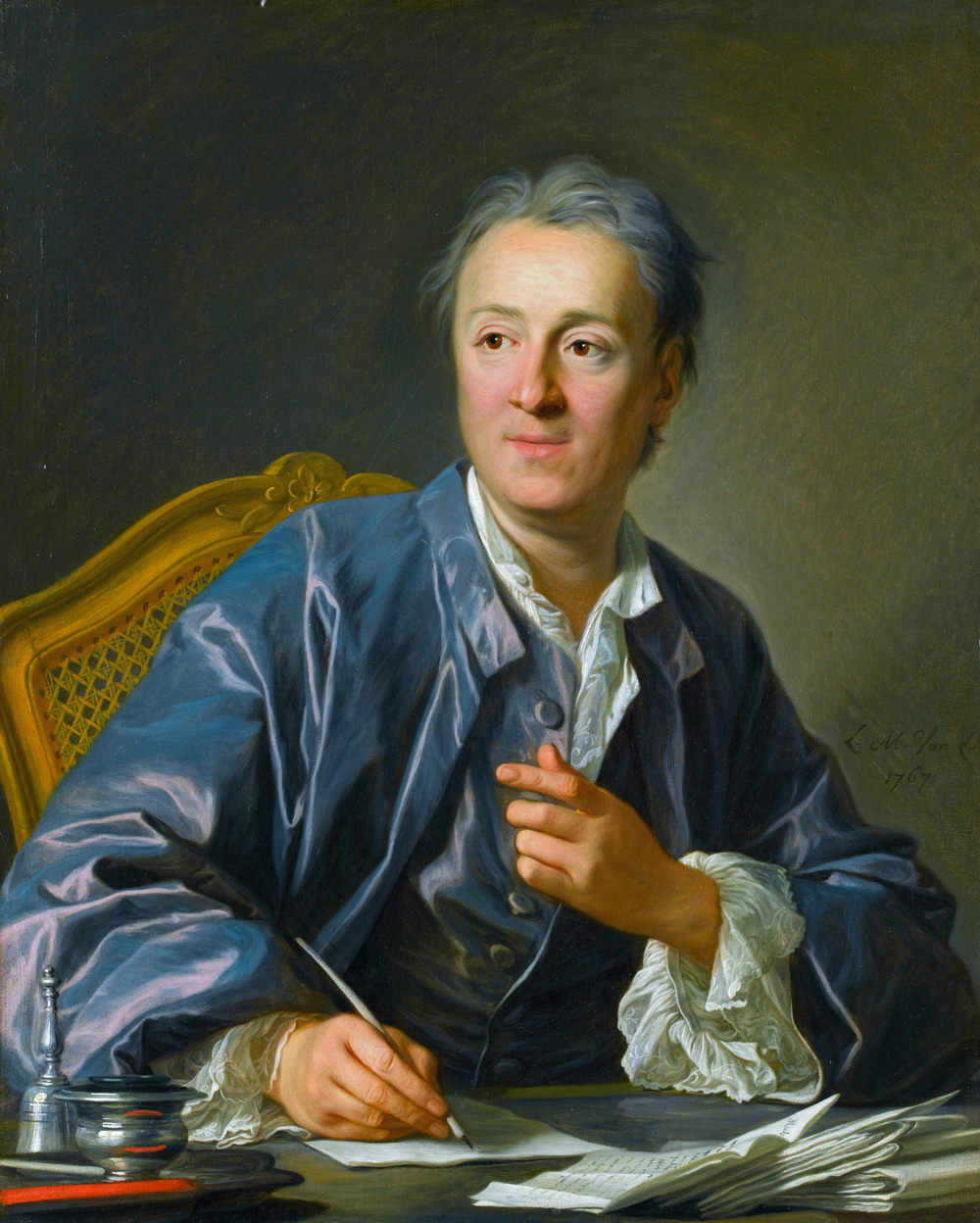
Diderot participe à la polémique avec ses collègues de l'Encyclopédie.
Portrait peint en 1767 par Louis-Michel van Loo, Musée du Louvre.

Le coin de la reine regroupe les Encyclopédistes, avec Rousseau, Grimm, Diderot, d'Holbach, plus tard d'Alembert ; les critiques se focalisent sur Rameau, principal représentant du coin du roi. On échange un nombre considérable de libelles, d'articles (plus de soixante), les plus virulents venant de Grimm (Le petit prophète de Boehmischbroda) et de Rousseau (Lettre sur la musique française où il dénie même au français la possibilité d'être mis en musique) et Rameau n'est pas de reste (Observation sur notre instinct pour la musique), qui continuera à lancer ses traits bien après que la Querelle se sera apaisée : Les erreurs sur la musique dans l'Encyclopédie (1755), Suite des erreurs (1756), Réponse à MM. les éditeurs de l'Encyclopédie (1757). Survient même un duel entre Ballot de Sauvot, librettiste et admirateur du compositeur, et le castrat italien Caffarelli, qui est blessé. La Querelle finit par s'éteindre, un édit de mai 1754 ayant d'ailleurs chassé les Bouffons Italiens hors de France ; mais la tragédie lyrique et les formes apparentées ont reçu de tels coups que leur temps est révolu.
Seul Rameau, qui gardera jusqu’à la fin tout son prestige de compositeur officiel de la cour, osera encore écrire durablement dans ce style désormais dépassé. Et sa veine ne se tarit pas : en 1753, il compose la pastorale héroïque Daphnis et Églé, une nouvelle tragédie lyrique (Linus), la pastorale Lysis et Délie – ces deux dernières compositions ne sont pas représentées et leur musique est perdue – ainsi que l'acte de ballet Les Sybarites.
En 1754 sont encore composés deux actes de ballet : La Naissance d'Osiris (pour célébrer la naissance du futur Louis XVI) et Anacréon, ainsi qu'une nouvelle version de Castor et Pollux.

### Dernières années

Écu de Jean-Philippe Rameau « d'azur à une colombe d'argent tenant dans son bec un rameau d'olivier d'or. Cet écu timbré d'un casque de profil orné de ses lambrequins d'or, d'azur et d'argent »

En 1753, La Pouplinière prend comme maîtresse une musicienne intrigante, Jeanne-Thérèse Goermans, fille du facteur de clavecins Jacques Goermans. Celle qui se fait appeler Madame de Saint-Aubin est mariée à un profiteur qui la pousse dans les bras du riche financier. Elle fait le vide autour d'elle, cependant que La Pouplinière engage Johann Stamitz : c'est la rupture avec Rameau qui d'ailleurs n'a plus besoin du soutien financier de son ancien ami et protecteur.
Rameau poursuit ses activités de théoricien et de compositeur jusqu'à sa mort. Il vit avec sa femme et ses deux enfants dans son grand appartement de la rue des Bons-Enfants d'où il part, chaque jour, perdu dans ses pensées, faire sa promenade solitaire dans les jardins tout proches du Palais-Royal ou des Tuileries. Il y rencontre parfois le jeune Chabanon qui écrit plus tard son éloge funèbre et qui y recueille quelques-unes de ses rares confidences désabusées :
« De jour en jour j'acquiers du goût, mais je n'ai plus de génie… » et encore « L'imagination est usée dans ma vieille tête, et on n'est pas sage quand on veut travailler à cet âge aux arts qui sont entièrement d'imagination… ».
Ses pièces continuent à être représentées, parfois par déférence envers le vieux compositeur : en 1756, une seconde version de Zoroastre ; en 1757, Anacréon, nouvelle entrée ajoutée aux Surprises de l'amour et en 1760, Les Paladins, comédie-ballet dans un style renouvelé, cependant qu'il continue à régler ses comptes, par écrit, avec l'Encyclopédie et les philosophes.

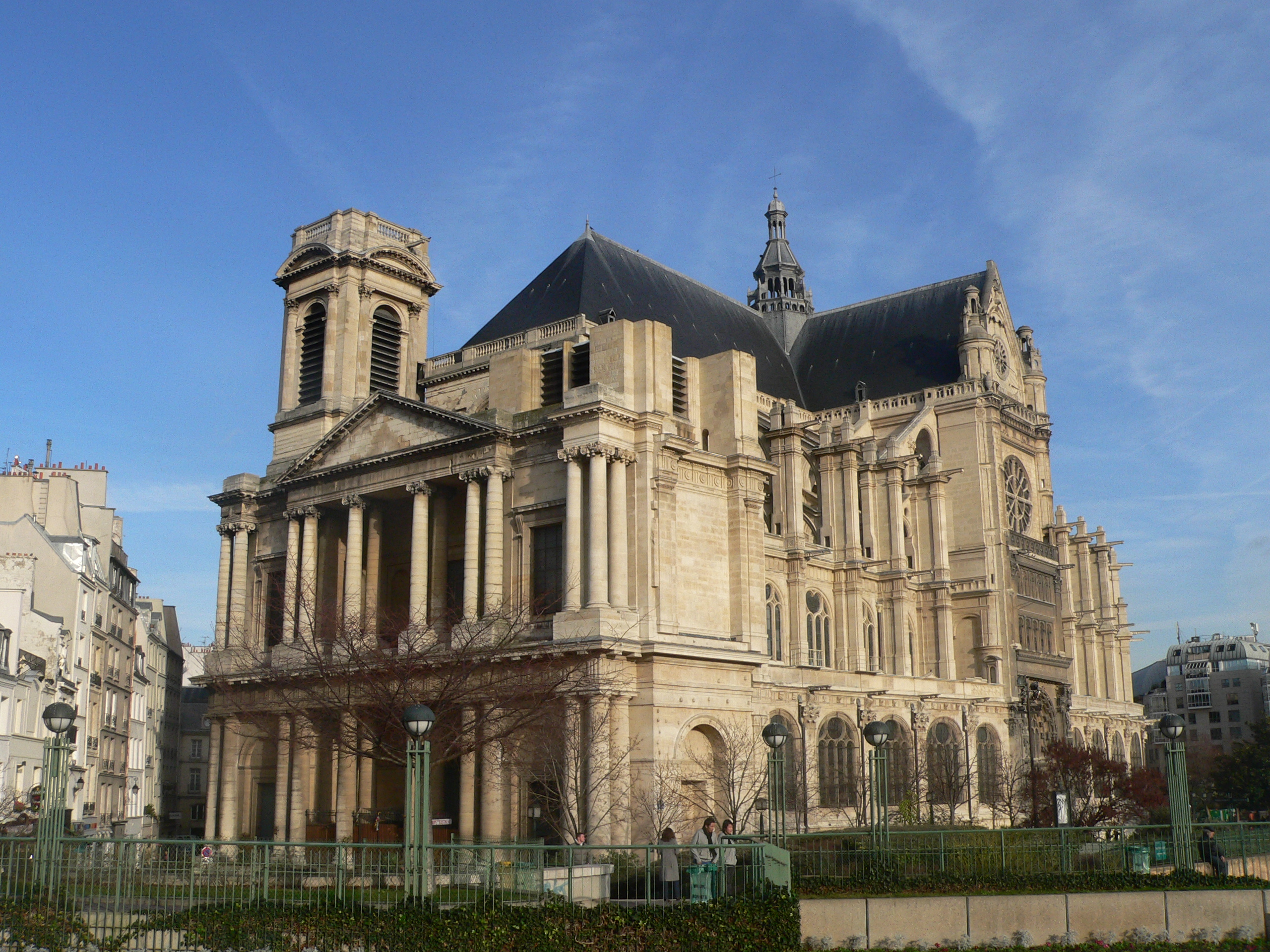
L'église Saint-Eustache à Paris où est inhumé Rameau.

Le 11 mai 1761, il est reçu à l'Académie de Dijon, sa ville natale ; cet honneur lui est particulièrement sensible.
Ses derniers écrits, notamment L'Origine des sciences sont marqués par son obsession à faire de l'harmonie la référence de toute science, propre à étayer l'opinion de Grimm qui en vient à parler de « radotage » de « vieux bonhomme »,.
Pourtant, Rameau – qui est anobli au printemps 1764 - garde toute sa tête et compose, à plus de quatre-vingts ans, sa dernière tragédie en musique, Les Boréades, œuvre d'une grande nouveauté, mais d'une nouveauté qui n'est plus dans la direction que prend alors la musique. Les répétitions commencent au début de l'été 1764 mais la pièce ne sera pas représentée : Rameau meurt d'une « fièvre putride » le 12 septembre 1764. Les Boréades attendront plus de deux siècles leur création triomphale à Aix-en-Provence en 1982.
Le grand musicien est inhumé dès le lendemain, 13 septembre 1764, en l'église Saint-Eustache à Paris où se trouve une plaque commémorative.
Plusieurs cérémonies d'hommage ont lieu, dans les jours qui suivent, à Paris, Orléans, Marseille, Dijon, Rouen. Des éloges funèbres seront publiés par le Mercure de France, et écrits par Chabanon et Maret. Sa musique de scène continue, comme celle de Lully, d'être exécutée jusqu’à la fin de l'Ancien Régime, puis disparaît du répertoire pendant plus d'un siècle.

## Personnalité

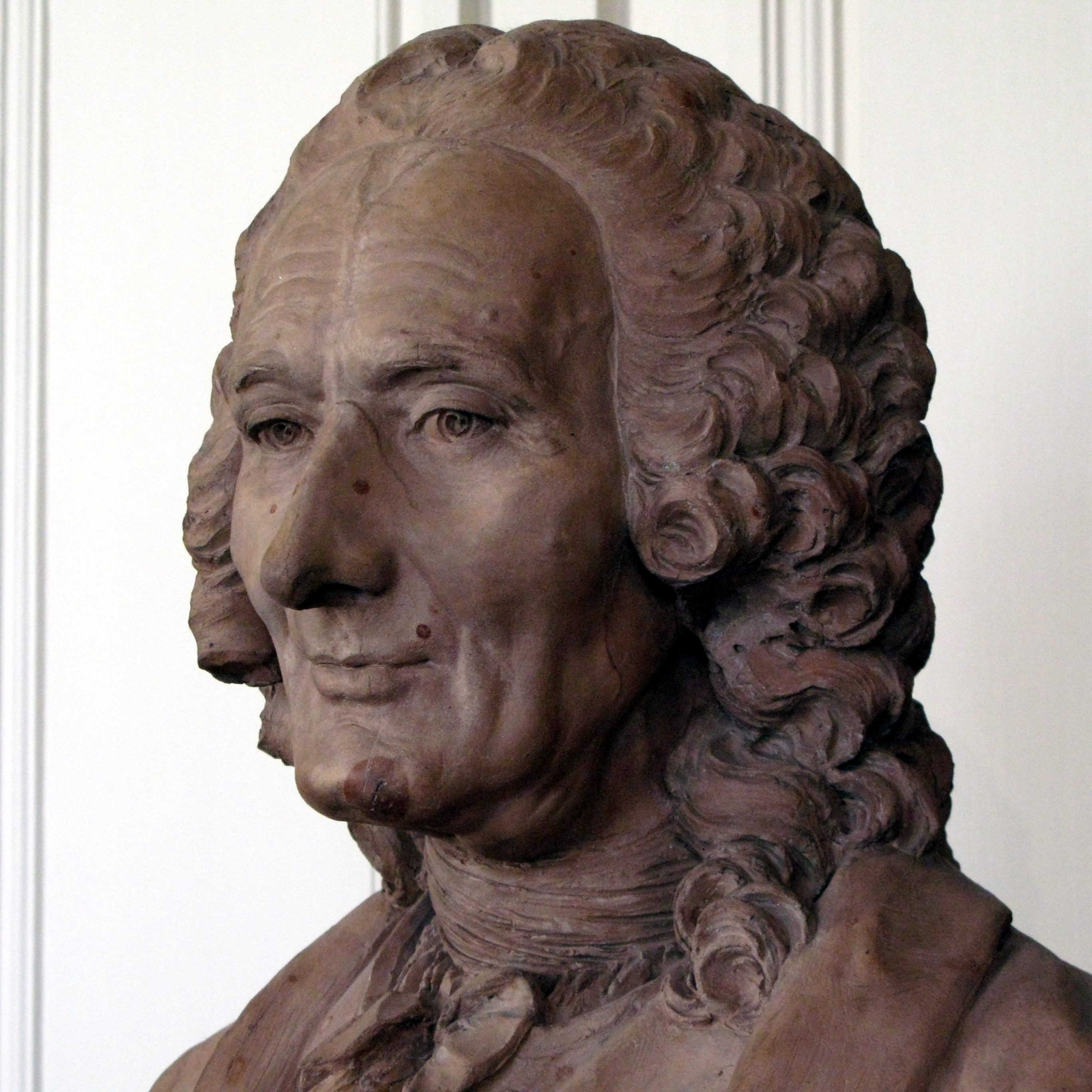
Buste par J.-J. Caffieri
Musée des beaux-arts de Dijon

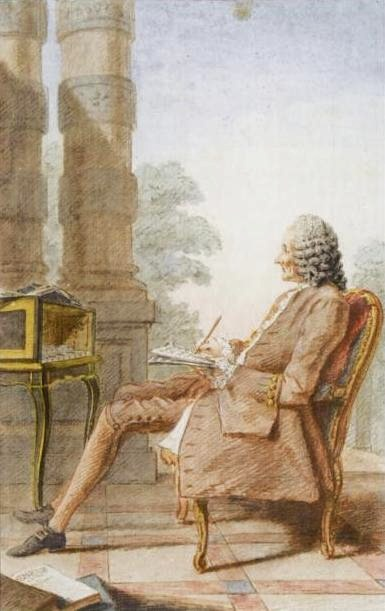
Portrait par Carmontelle (1760)
Chantilly, Musée Condé.

De même que sa biographie est imprécise et parcellaire, la vie personnelle et familiale de Rameau est d'une opacité presque complète : chez ce musicien et théoricien de génie, tout disparaît derrière l'œuvre musicale et théorique. On note que la musique de Rameau, parfois si gracieuse et entraînante, est en parfaite opposition avec l'aspect extérieur de l'homme et avec ce que l'on sait de son caractère, décrit de façon caricaturale et peut-être outrée par Diderot dans Le Neveu de Rameau. Toute sa vie il ne s'est intéressé qu'à la musique, avec passion et, parfois, emportement, voire agressivité ; celle-ci occupait toutes ses pensées ; Philippe Beaussant parle même de monomanie. Piron explique que « Toute son âme et son esprit étaient dans son clavecin ; quand il l'avait fermé, il n'y avait plus personne au logis ».
Au physique, Rameau était grand et très maigre : les croquis qu'on en a, notamment un de Carmontelle qui le montre devant son clavecin, nous dépeignent une sorte d'échalas aux jambes interminables. Il avait « une grosse voix ». Son élocution était difficile, à l'instar de son expression écrite qui n'a jamais été fluide.
L'homme était à la fois secret, solitaire, bougon, imbu de lui-même (plus fier d'ailleurs en tant que théoricien que musicien) et cassant avec ses contradicteurs, s'emportant facilement. On peine à l'imaginer évoluant au milieu des beaux esprits – dont Voltaire, avec lequel il avait une certaine ressemblance physique – qui fréquentaient la demeure de La Pouplinière : sa musique était sa meilleure ambassadrice à défaut de qualités plus mondaines.
Ses « ennemis » – comprendre : ceux qui ne partageaient pas ses idées en matière de musique ou de théorie acoustique – amplifiaient ses défauts, par exemple sa supposée avarice. En fait, il semble que son souci de l'économie soit la conséquence d'une longue carrière obscure, aux revenus minimes et incertains, plus qu'un trait de caractère car il savait être généreux : on sait qu'il a aidé son neveu Jean-François venu à Paris, son jeune collègue dijonnais Claude Balbastre également « monté » à Paris, bien doté sa fille Marie-Louise en 1750 lorsqu'elle entra en religion chez les Visitandines, payé de façon très ponctuelle une pension à une de ses sœurs devenue infirme. L'aisance financière lui était venue sur le tard, avec le succès de ses œuvres lyriques et l'attribution d'une pension par le roi (quelques mois avant sa mort, il fut même anobli et fait chevalier dans l'Ordre de Saint-Michel). Mais il n'en avait pas pour autant changé de train de vie, conservant ses vêtements élimés, son unique paire de chaussures, son mobilier vétuste ; à sa mort, dans l'appartement de dix pièces qu'il occupait rue des Bons-Enfants avec son épouse et son fils, il n'avait à sa disposition qu'un clavecin à un seul clavier, en mauvais état ; mais on trouva dans ses affaires un sac contenant 1691 louis d'or.
Un trait de caractère que l'on retrouve d'ailleurs chez d'autres membres de sa famille est une certaine instabilité : il s'est fixé à Paris vers l'âge de quarante ans après une phase d'errance et avoir tenu de nombreux postes dans des villes variées : Avignon, peut-être Montpellier, Clermont-Ferrand, Paris, Dijon, Lyon, à nouveau Clermont-Ferrand puis Paris. Même dans la capitale, il a souvent changé de domicile, tour à tour rue des Petits-Champs (1726), rue des Deux-Boules (1727), rue de Richelieu (1731), rue du Chantre (1732), rue des Bons-Enfants (1733), rue Saint-Thomas-du-Louvre (1744), rue Saint-Honoré (1745), rue de Richelieu chez La Pouplinière (1746), enfin à nouveau rue des Bons-Enfants (1752). La cause de ces déménagements successifs n'est pas connue.
On ne peut achever cette esquisse biographique sans citer une caractéristique importante de la personnalité de Jean-Philippe Rameau, et qui s'est exprimée tout le long de sa carrière par sa prédilection pour les sujets comiques : l'esprit, indispensable lorsqu'on se targuait d'œuvrer à la Cour de Versailles. Ainsi, le jour-même de sa mort, se voyant administrer l'extrême-onction, il n'aurait rien trouvé de plus grave à dire au prêtre que de le prier de ne point chanter si faux…

## Famille et entourage
En février 1726, il épouse Marie-Louise Mangot, fille de Jacques Mangot, « symphoniste du roi » et Françoise Delozier, sœur de Jacques-Simon Mangot  « symphoniste, compositeur et directeur d'Opéra ».
Ils ont quatre enfants :
- Claude-François, né le 3 août 1727 rue des Deux-Boules à Paris et baptisé le même jour en l'église Saint-Germain-l'Auxerrois : son parrain est son oncle Claude Rameau, organiste à Dijon, représenté par Jacques Mangot, et sa marraine est Françoise de Lozier, femme de Jacques Mangot[27]. Son père lui achète une charge de valet de chambre du roi ; il se marie en 1772 et a un fils en 1773. Il meurt à Versailles (Yvelines), le 4 août 1788.
- Marie-Louise, née en 1732, qui entre en religion chez les Visitandines à Montargis en 1751 (le père la dote généreusement mais n'assiste pas à la cérémonie).
- Alexandre, né en 1740 et mort avant 1745.
- Marie-Alexandrine, née en 1744 (Rameau est alors âgé de 61 ans). Elle se marie en 1764, deux mois après la mort de son père, avec François-Marie de Gaultier, mousquetaire de Louis XV, d'où descendance[53].

Après la mort de Rameau, son épouse quitte l'appartement de la rue des Bons-Enfants à Paris et va vivre à Andrésy chez son gendre ; elle y meurt en 1785 et y est enterrée.
Les prénoms des deux derniers enfants sont un hommage au fermier-général Alexandre de La Pouplinière, mécène de Rameau grâce auquel celui-ci a pu commencer sa carrière de compositeur lyrique.
Jean-Philippe a un jeune frère, Claude également musicien (beaucoup moins célèbre). Ce dernier a deux fils, musiciens comme lui mais à l'existence de « ratés » : Lazare Rameau et Jean-François Rameau (c'est ce dernier qui inspire à Diderot la matière de son livre Le Neveu de Rameau).

## Œuvre musicale

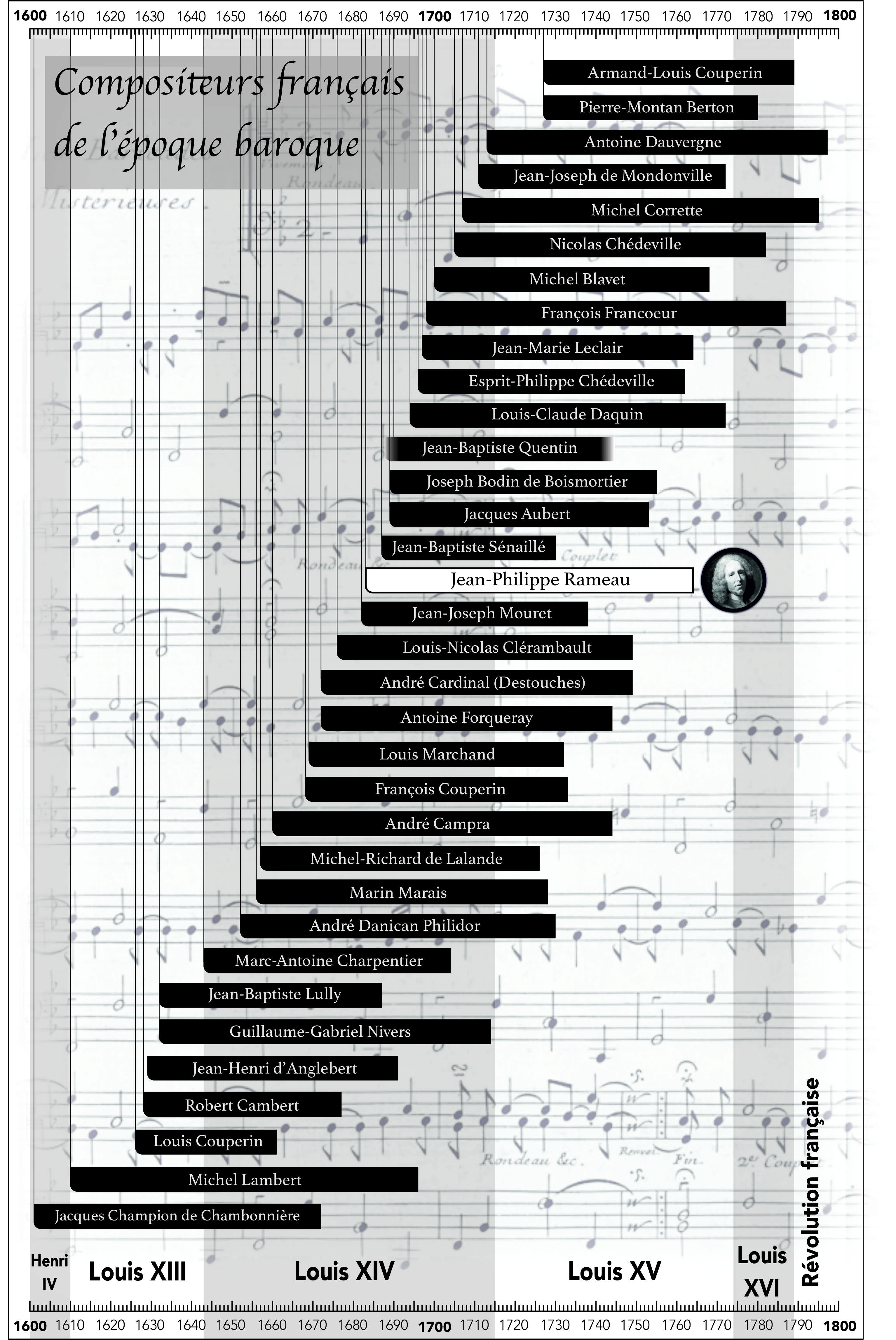
Jean-Philippe Rameau parmi ses contemporains baroques français.

Rameau a composé dans presque tous les genres en vogue en France à son époque. Néanmoins, tous ne sont pas à égalité dans sa production. On peut notamment remarquer qu'il s'est consacré à la musique lyrique (dans ses différentes facettes) de manière quasiment exclusive durant les trente dernières années de sa carrière, en dehors de ses travaux théoriques.
Curieusement – et contrairement aux compositeurs de l'école allemande –, il n'a laissé aucune composition pour orgue alors qu'il a pratiqué cet instrument pendant la plus grande partie de sa vie musicale.
La production musicale comprend 76 œuvres, dont :
- 7 cantates ;
- 4 motets à grand chœur ;
- 3 livres de pièces de clavecin (plus quelques pièces isolés, ainsi que des transcriptions) ;
- 1 livre de 5 suites pour trio avec clavecin ;
- 4 airs à boire et 7 canons ;
- et surtout un ensemble très important d'une trentaine d'ouvrages pour la scène.

Il s'avère que nous avons perdu la musique d'un certain nombre d'ouvrages de Rameau. Notamment, rien ne subsiste des musiques qu'il a composées pour la foire de Saint-Germain.
Comme la plupart de ses contemporains, il réutilise souvent certains airs particulièrement réussis ou appréciés, mais jamais sans les adapter de façon méticuleuse : ce ne sont pas de simples transcriptions. Ces transferts sont nombreux : on retrouve dans les Fêtes d'Hébé trois pièces (l'Entretien des Muses, Musette et Tambourin) tirées du livre de clavecin de 1724 et un air tiré de la cantate Le Berger fidèle ; ou encore un autre Tambourin passe successivement de Castor et Pollux aux Pièces en concert puis à la seconde version de Dardanus ; d'autres exemples abondent. Par ailleurs, on ne signale pas d'emprunts à d'autres musiciens, tout au plus d'influences au début de sa carrière (on sait, par exemple, que son exact contemporain Haendel a, quant à lui, usé et même abusé des emprunts à d'autres musiciens).
Le célèbre Hymne à la nuit (remis à l'honneur par le film Les Choristes) n'est pas, sous cette forme, de Rameau. Il s'agit d'une adaptation pour chœurs réalisée par Joseph Noyon et E. Sciortino d'un chœur de prêtresses présent dans l'Acte I (scène 3) d'Hippolyte et Aricie dans la première version de 1733.
Sylvie Bouissou, grande spécialiste de Rameau, a assuré en octobre 2014 qu'il était l'auteur du célèbre canon connu depuis deux siècles sous le nom de Frère Jacques.

### Motets
Rameau a été pendant plus de quarante ans organiste professionnel au service d'institutions religieuses, paroissiales ou conventuelles : pour autant sa production de musique sacrée est des plus réduites - sans parler de l'œuvre d'orgue, inexistante.
À l'évidence, ce n'était pas son terrain de prédilection, tout au plus un gagne-pain appréciable. Les rares compositions religieuses de ce musicien de génie sont cependant remarquables et se comparent favorablement à celles des spécialistes du genre.
Les œuvres qui peuvent lui être attribuées avec certitude ou presque sont au nombre de quatre :
- Deus noster refugium, Ps. 45 (vers 1713-1715)[62] ;
- Quam dilecta, Ps. 83 (vers 1713-1715)[63] ;
- In convertendo, Ps. 125 (sans doute avant 1720)[63] ;
- Laboravi, Ps. 68 (dans son Traité de l'harmonie, 1722).

D'autres motets sont d'attribution douteuse : Diligam te (Ps. 17) et Inclina Domine (Ps. 85).

### Cantates
Au tout début du XVIIIe siècle, apparaît un genre nouveau, qui remporte un grand succès : la cantate française, forme profane qui procède de la cantate italienne. Elle est créée vers 1700 par le poète Jean-Baptiste Rousseau, en liaison avec des compositeurs comme Jean-Baptiste Morin et Nicolas Bernier, proches du duc d'Orléans Philippe II (futur régent de France). Il est à noter que cette forme littéraire et musicale est sans lien avec la cantate germanique (souvent liée à la religion luthérienne, comme celles de Jean-Sébastien Bach). Le célèbre Café Laurent joua un rôle important dans l'élaboration de ce nouveau genre. Ce qu'on désigna sous le nom de « cantate françoise » est aussitôt adopté par plusieurs musiciens de renom, tels Montéclair, Campra, Clérambault, et bien d'autres.
Les cantates sont pour Rameau le premier contact avec la musique lyrique, nécessitant des moyens réduits et donc accessibles à un musicien encore inconnu. Les musicologues doivent s'en tenir à des hypothèses concernant les dates et circonstances de composition. Les librettistes restent inconnus.
Les cantates attribuées avec certitude à Rameau qui nous sont parvenues sont au nombre de sept (les dates sont des estimations) :
- L'Enlèvement d'Orithie (entre 1715 et 1720)[65] ;
- Thétis (même période)[65] ;
- L'Impatience (même période)[65] ;
- Les Amants trahis (1721 ou avant)[66] ;
- Orphée (même période)[66] ;
- Le Berger fidèle (1728).
- Cantate pour le jour de la saint-Louis

Le thème commun à ces cantates est l'amour et les divers sentiments qu'il suscite.
Le premier biographe de Rameau, Hugues Maret, évoque encore deux cantates qui auraient été composées à Clermont-Ferrand et aujourd'hui perdues : Médée et L'Absence.

### Musique instrumentale

#### Musique pour clavecin
Rameau est, avec François Couperin, l'un des deux chefs de file de l'École française de clavecin au XVIIIe siècle. Les deux musiciens se démarquent nettement de la première génération de clavecinistes, qui ont coulé leurs compositions dans le moule relativement figé de la suite classique. Celle-ci atteint son apogée pendant la décennie 1700-1710 avec les parutions successives des recueils de Louis Marchand, Gaspard Le Roux, Louis-Nicolas Clérambault, Jean-François Dandrieu, Élisabeth Jacquet, Charles Dieupart, Nicolas Siret.
Mais les deux hommes ont un style très différent et en aucun cas, Rameau ne peut être considéré comme l'héritier de son aîné. Ils semblent s'ignorer (Couperin est un des musiciens officiels de la Cour alors que Rameau n'est encore qu'un inconnu : la gloire lui viendra l'année même de la mort de Couperin). D'ailleurs Rameau publie son premier livre dès 1706 alors que François Couperin, qui a quinze ans de plus, attend 1713 pour faire éditer ses premiers ordres. Les pièces de Rameau semblent moins pensées pour le clavecin que celles de Couperin ; elles accordent moins d'importance à l'ornementation et se satisfont beaucoup mieux d'une interprétation au piano. Eu égard au volume respectif de leurs contributions, la musique de Rameau présente peut-être des aspects plus variés : elle comprend des pièces dans la pure tradition de la suite française, des pièces imitatives (Le Rappel des Oiseaux, la Poule) et de caractère (Les tendres Plaintes, L'entretien des Muses), des morceaux de pure virtuosité (Les Tourbillons, Les trois Mains), des pièces où se découvrent les recherches du théoricien et du novateur en matière d'interprétation (L'Enharmonique, Les Cyclopes), dont l'influence sur Daquin, Royer, Duphly est manifeste. La musicologie a cependant encore beaucoup de travail à réaliser pour placer Rameau à la juste place au milieu de ses contemporains plus tardifs, notamment Barrière, Simon Simon, Armand-Louis Couperin. Chez Rameau, les pièces sont groupées par tonalité.
Les trois recueils de Rameau paraissent respectivement en 1706, 1724 et 1728. Après cette date, il ne compose plus pour le clavecin seul qu'une pièce isolée : La Dauphine (1747). Une autre pièce, Les petits marteaux, lui est attribuée de façon douteuse.
Il a également transcrit pour le clavecin un certain nombre de pièces tirées des Indes galantes et surtout cinq pièces issues des Pièces de clavecin en concerts.

#### Musique de chambre
Pendant sa semi-retraite des années 1740 à 1744, il écrit les Pièces de clavecin en concerts (1741). Il s'agit de l'unique recueil de musique de chambre que Rameau ait laissé à la postérité. Reprenant une formule pratiquée avec succès par Mondonville quelques années auparavant, les pièces en concert se démarquent des sonates à trois en ce que le clavecin ne se contente pas d'assurer la basse continue en accompagnement des instruments mélodiques (violon, flûte, viole) mais « concerte » à égalité avec eux.
Rameau assure d'ailleurs qu'interprétées au clavecin seul, ces pièces sont tout aussi satisfaisantes ; cette dernière affirmation n'est pas très convaincante, puisqu'il prend la précaution, malgré tout, d'en transcrire quatre : celles où les parties des instruments manquants feraient le plus défaut.
Il en existe une transcription pour sextuor à cordes (Concerts en sextuor) dont il n'est probablement pas l'auteur.

### Ouvrages lyriques et pour la scène
À compter de 1733, Rameau se consacre de manière presque exclusive à la musique lyrique : ce qui précède n'a donc constitué qu’une longue préparation ; fort de principes théoriques et esthétiques dont plus rien ne pourra l'écarter, il se consacre au spectacle complet que constitue le théâtre lyrique à la française. Sur le plan strictement musical, celui-ci est plus riche et varié que l'opéra italien contemporain, notamment par la place donnée aux chœurs et aux danses, mais aussi par la continuité musicale qui naît des rapports respectifs du récitatif et des airs. Autre différence essentielle : quand l'opéra italien fait la plus large place aux sopranos féminins et aux castrats, l'opéra français ignore cette mode.
Dans l'opéra italien contemporain de Rameau (l'opera seria), la partie vocale comprend pour l'essentiel des parties chantées dans lesquelles la musique (la mélodie) est reine (arias da capo, duos, trios, etc.) et des parties parlées ou presque (le recitativo secco). C'est pendant celles-ci que l'action progresse - si tant est qu'elle intéresse le spectateur, en attente du prochain aria ; au contraire le texte de l'aria s'efface presque entièrement derrière une musique qui vise surtout à mettre en relief la virtuosité du chanteur.
Rien de tel dans la tradition française : depuis Lully, le texte doit rester compréhensible ce qui limite certains procédés comme les vocalises, que l'on réserve à certains mots privilégiés, tels « gloire », « victoire » - en ce sens, et tout au moins dans son esprit, l'art lyrique de Lully à Rameau est plus proche de l'idéal de Monteverdi, la musique doit en principe servir le texte - un paradoxe quand on compare la science de la musique de Rameau et l'indigence de ses livrets. Un équilibre subtil s'opère entre les parties plus ou moins musicales, récitatif mélodique d'une part, airs souvent plus proches de l'arioso d'autre part, ariettes virtuoses enfin d'allure plus italienne. Cette musicalité continue préfigure donc également le drame wagnérien plus que l'opéra « réformé » de Gluck qui apparaîtra dans la fin du siècle.
On peut distinguer dans la partition lyrique à la française cinq composantes essentielles :
1. pièces de musique « pure » (ouvertures, ritournelles, pièces conclusives…). Contrairement à l'ouverture lullyste, si stéréotypée, l'ouverture de Rameau est d'une extraordinaire variété ; même lorsqu'il utilise, dans ses premières compositions, le schéma classique « à la française », le symphoniste-né, maître de l'orchestration compose à chaque fois une pièce nouvelle et unique[note 19]. Quelques pièces retiennent particulièrement l'attention, telles l'ouverture de Zaïs dépeignant le débrouillement du chaos originel, celle de Pygmalion suggérant les coups de marteau du sculpteur sur son burin, ou les imposantes chaconnes conclusives des Indes galantes ou de Dardanus ;
2. airs de danse : les intermèdes dansés, obligatoires même dans le cadre de la tragédie, permettent à Rameau de donner libre cours à son sens inimitable du rythme, de la mélodie et de la chorégraphie, reconnu par tous ses contemporains de même que par les danseurs[note 20]. C'est par dizaines que ce musicien « savant », toujours préoccupé de son prochain traité, enchaîne paradoxalement gavottes, menuets, loures, rigaudons, passepieds, tambourins, musettes… Selon son biographe Cuthbert Girdlestone[68] : « L'énorme supériorité de tout ce qui touche à la chorégraphie chez Rameau n'a pas encore été assez soulignée », opinion partagée par l'érudit allemand H.W. von Walthershausen[68], s'exprimant ainsi en 1922 au sujet des danses de Zoroastre : « Rameau fut le plus grand compositeur de ballets de tous les temps. Le génie de son œuvre repose d'une part sur sa parfaite imprégnation artistique par les types de danses populaires, d'autre part sur la permanence de la confrontation vivante avec les contraintes de la réalisation chorégraphique qui lui évite toute distanciation entre l'expression corporelle et l'esprit de la musique pure. »
3. chœurs : le padre Martini, érudit musicographe et correspondant de Rameau affirmait que « les Français sont excellents dans les chœurs », pensant à ce dernier. Grand maître de l'harmonie, Rameau s'entend à composer des chœurs somptueux, qu'ils soient monodiques, polyphoniques, entrecoupés d'interventions solistes ou instrumentales et quels que soient les sentiments ou les passions dont il leur confie l'expression.
4. airs : plus rares que dans l'opéra italien, Rameau en offre pourtant maints exemples remarquables et toujours d'une originalité marquée. Certains forcent l'admiration comme les airs de Télaïre « Tristes apprêts » (Castor et Pollux), d'Iphise « Ô jour affreux », de Dardanus « Lieux funestes », les invocations de Huascar dans Les Indes galantes, l'ariette finale de Pygmalion « L'amour qui règne », etc.
5. récitatifs enfin, beaucoup plus proches de l'arioso que du recitativo secco, auxquels le compositeur apporte autant de soin qu'au reste pour respecter scrupuleusement la prosodie française et mettre en œuvre sa science harmonique afin de rendre les effets de la passion et des sentiments.

Pendant la première partie de sa carrière lyrique (1733-1739) Rameau écrit ses grands chefs-d'œuvre destinés à l'Académie royale de musique : trois tragédies en musique et deux opéras-ballets qui composent encore aujourd'hui le fonds de son répertoire. Après l'interruption de 1740 à 1744, il devient un des musiciens officiels de la cour et compose essentiellement dans le registre des pièces de divertissement faisant une part prépondérante à la danse, à la sensualité, à un caractère pastoral idéalisé avant de revenir, à la fin de sa vie, aux grandes compositions théâtrales dans un style renouvelé (Les Paladins, Les Boréades).
| Titre                              | Genre                                    | Librettiste                 | Création                                     |
| ---------------------------------- | ---------------------------------------- | --------------------------- | -------------------------------------------- |
| Hippolyte et Aricie                | Tragédie lyrique - prologue et 5 actes   | Pellegrin                   | Académie Royale de Musique 1er octobre 1733  |
| Les Indes galantes                 | Opéra-ballet - prologue et 4 entrées     | Fuzelier                    | Académie Royale de Musique 28 août 1735      |
| Castor et Pollux                   | Tragédie lyrique - prologue et 5 actes   | Gentil-Bernard              | Académie Royale de Musique 24 octobre 1737   |
| Les Fêtes d'Hébé                   | Opéra-ballet - prologue et 3 entrées     | Mondorge                    | Académie Royale de Musique 21 mai 1739       |
| Dardanus                           | Tragédie lyrique - prologue et 5 actes   | Le Clerc de la Bruère       | Académie Royale de Musique 19 novembre 1739  |
| La Princesse de Navarre            | Comédie-ballet - prologue et 3 actes     | Voltaire                    | Versailles 23 février 1745                   |
| Platée                             | Comédie lyrique - prologue et 3 actes    | Autreau/Le Valois d'Orville | Versailles 31 mars 1745                      |
| Les Fêtes de Polymnie              | Opéra-ballet - prologue et 3 entrées     | Cahusac                     | Académie Royale de Musique 12 octobre 1745   |
| Le Temple de la Gloire             | Opéra-ballet - prologue et 3 entrées     | Voltaire                    | Versailles 27 novembre 1745                  |
| Les Fêtes de Ramire                | Acte de ballet                           | Cahusac                     | Versailles 22 décembre 1745                  |
| Les Fêtes de l'Hymen et de l'Amour | Opéra-ballet - prologue et 3 entrées     | Cahusac                     | Versailles 15 mars 1747                      |
| Zaïs                               | Pastorale héroïque- prologue et 4 actes  | Cahusac                     | Académie Royale de Musique 29 février 1748   |
| Pygmalion                          | Acte de ballet                           | Ballot de Sauvot            | Académie Royale de Musique 27 août 1748      |
| Les Surprises de l'amour           | Opéra-ballet - prologue et 2 entrées     | Gentil-Bernard              | Versailles 29 octobre 1748                   |
| Naïs                               | Pastorale héroïque - prologue et 3 actes | Cahusac                     | Académie Royale de Musique 22 avril 1749     |
| Zoroastre                          | Tragédie lyrique - 5 actes               | Cahusac                     | Académie Royale de Musique 5 décembre 1749   |
| La Guirlande                       | Acte de ballet                           | Marmontel                   | Académie Royale de Musique 21 septembre 1751 |
| Acanthe et Céphise                 | Pastorale héroïque - 3 actes             | Marmontel                   | Versailles 9 novembre 1751                   |
| Daphnis et Églé                    | Pastorale héroïque - 1 acte              | Charles Collé               | Fontainebleau 30 octobre 1753                |
| Linus                              | Tragédie lyrique - 5 actes               | Le Clerc de la Bruère       | non représentée - musique perdue             |
| Lysis et Délie                     | Pastorale - 1 acte                       | Marmontel                   | non représentée - musique perdue             |
| Les Sybarites                      | Acte de ballet                           | Marmontel                   | Fontainebleau 13 novembre 1753               |
| La Naissance d'Osiris              | Comédie-ballet                           | Cahusac                     | Fontainebleau 12 octobre 1754                |
| Anacréon                           | Acte de ballet                           | Cahusac                     | Fontainebleau 23 octobre 1754                |
| Les Paladins                       | Comédie lyrique - 3 actes                | Monticourt                  | Académie Royale de Musique 12 février 1757   |
| Anacréon                           | Entrée d'opéra-ballet                    | Gentil-Bernard              | Académie Royale de Musique 30 mai 1757       |
| Les Boréades                       | Tragédie lyrique - 5 actes               | inconnu                     | Festival d'Aix-en-Provence 1982              |
| Nélée et Myrthis                   | Acte de ballet                           | inconnu                     | non représenté                               |
| Zéphyre                            | Acte de ballet                           | inconnu                     | non représenté                               |
| Io                                 | Acte de ballet                           | inconnu                     | non représenté                               |

#### Librettistes

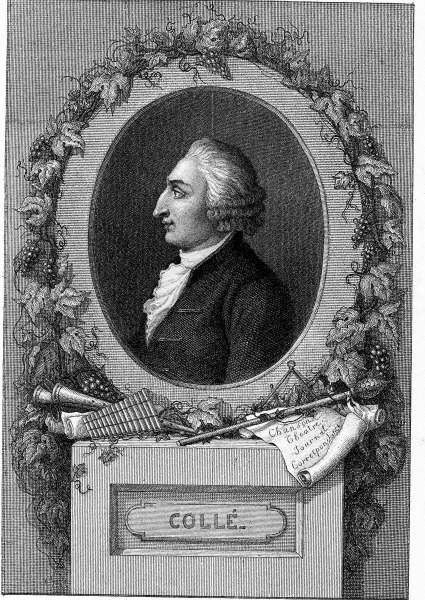
Collé, d'abord librettiste puis détracteur.

Contrairement à Lully qui collabora étroitement avec Philippe Quinault pour la plupart de ses œuvres lyriques, Rameau n'a que très rarement travaillé avec le même librettiste. Il était très exigeant, de mauvais caractère et ne put entretenir de longues collaborations avec ses différents librettistes, à l'exception de Louis de Cahusac.
Nombreux sont les spécialistes de Rameau qui regrettent que la collaboration avec Houdar de la Motte n'ait pu avoir lieu ou que le projet de Samson en collaboration avec Voltaire n'ait pas abouti, car Rameau n'a pu travailler qu'avec des écrivains de second ordre. Il fit la connaissance de la plupart d'entre eux chez La Pouplinière, à la Société du Caveau ou chez le comte de Livry, tous lieux où se tenaient de joyeuses réunions de beaux esprits.
Aucun d'entre eux n'a pu produire de texte qui soit à la hauteur de sa musique ; les intrigues sont souvent alambiquées et d'une naïveté et/ou d'une invraisemblance déconcertantes — mais c'était la loi du genre et probablement aussi ce qui fait une partie de son charme, la versification n'était pas des meilleures, et Rameau a dû, plus d'une fois, faire modifier les livrets et réécrire la musique après les premières représentations pour corriger les défauts les plus critiqués : ce qui nous vaut les deux versions de Castor et Pollux (1737 et 1754) et surtout, de Dardanus (1739 et 1744). À titre de curiosité, il faut noter celui de Platée dont Rameau a acheté les droits à Jacques Autreau afin de pouvoir le faire adapter à sa guise,.

### Ouvrages pour la foire
Rameau a également composé la musique de plusieurs spectacles comiques, sur des textes de Piron, pour les foires de Saint-Germain ou de Saint-Laurent (à Paris), dont toute la musique est perdue :
- Le Procureur dupé sans le savoir
- L'Endriague (1723)
- L'Enrôlement d'Arlequin (1726)
- Le Faux Lord ou La Robe de dissension (1726)
- La Rose ou Les Fêtes de l'Hymen (1726)

On considère que ce type de représentations foraines est à l'origine de l'opéra-comique.

## Œuvre théorique

### Théories sur l'harmonie

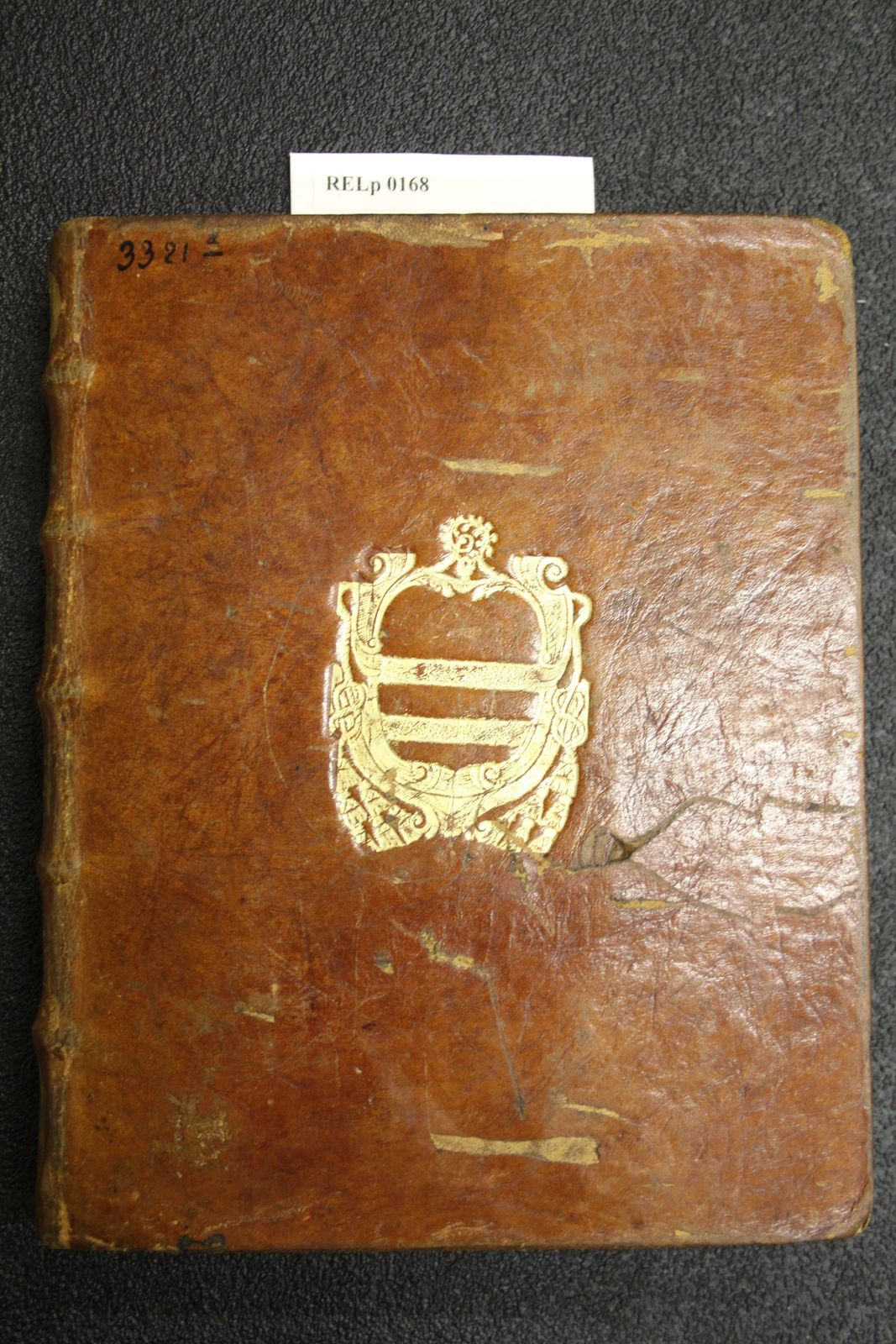
Traité, 1722

Malgré les succès rencontrés en tant que compositeur, Rameau attribuait plus d'importance encore à ses travaux théoriques : Chabanon ne rapporte-t-il pas, en 1764, dans son Éloge de M. Rameau : « On lui a entendu dire qu'il regrettait le temps qu'il avait donné à la composition, puisqu'il était perdu pour la recherche des principes de son Art ».
La théorie musicale élaborée par Rameau l'a en effet préoccupé tout au long de sa carrière, on pourrait dire de sa vie : les idées exposées dans son Traité de l'harmonie réduite à ses principes naturels publié en 1722 alors qu'il est encore organiste de la cathédrale de Clermont-Ferrand, qui l'a posé en plus grand théoricien de son époque sont déjà en cours de maturation bien des années avant son départ de cette ville.
Bien sûr, les anciens, depuis les Grecs et en passant par des musiciens ou des savants tels que Zarlino, Descartes, Mersenne, Kircher, Huyghens qu'il ne manque pas de citer, avaient fait le lien entre les proportions mathématiques et les sons engendrés par les cordes vibrantes ou les tuyaux sonores. Mais les conclusions qu'ils en avaient tirées restaient, quant à l'application à la musique, élémentaires et n'avaient abouti qu'à des notions et à un foisonnement de règles entachées d'empirisme.
Esprit systématique, Rameau, à la suite de Descartes dont il a lu le Discours de la méthode et le Compendium musicæ, veut se libérer du principe d'autorité et s'il ne peut s'affranchir de présupposés, il est animé par la volonté de faire de la musique, non seulement un art, ce qu'elle était déjà, mais une science déductive à l'image des mathématiques. N’affirme-t-il pas :

« Conduit dès ma plus tendre jeunesse, par un instinct mathématique dans l’étude d’un Art pour lequel je me trouvais destiné, et qui m’a toute ma vie uniquement occupé, j’en ai voulu connaître le vrai principe, comme seul capable de me guider avec certitude, sans égard pour les habitudes ni les règles reçues. »

— Démonstration du principe de l’harmonie, page 110
Lorsqu'il reconnaît en 1730 avoir appris de M. Lacroix, de Montpellier, la règle de l'octave à l'âge de vingt ans, il s'empresse d'ajouter « il y a loin de là à la Basse fondamentale, dont nul ne peut se vanter de m'avoir donné la moindre notion ».
Sa première approche (développée dans le traité de 1722) est donc purement mathématique ; il part du principe que « la corde est à la corde ce que le son est au son » - c'est-à-dire que, de la même façon qu'une corde donnée contient deux fois une corde de demi-longueur, de même le son grave produit par la première « contient » deux fois le son plus aigu produit par la seconde. On sent le présupposé inconscient d'une telle idée (que signifie précisément le verbe « contenir » ?), cependant les conclusions qu'il en tire vont le confirmer dans cette voie, d'autant plus que, avant 1726, il prend connaissance des travaux de Joseph Sauveur sur les sons harmoniques qui viennent les corroborer de façon providentielle. En effet, cet auteur démontre que lorsqu'une corde vibrante ou un tuyau sonore - un « corps sonore » - émet un son, il émet aussi, quoique de façon beaucoup plus faible, ses troisième et cinquième harmoniques, que les musiciens appellent douzième et dix-septième degrés diatoniques. À supposer que la finesse de l'ouïe ne permette pas de les identifier distinctement, un dispositif physique très simple permet de visualiser l'effet - détail important pour Sauveur qui était sourd. C'est l'irruption de la physique dans le domaine que se partageaient auparavant les mathématiques et les musiciens.
Armé de ce fait d'expérience et du principe de l'identité des octaves (« qui ne sont que des répliques ») Rameau en tire la conclusion du caractère « naturel » de l'accord parfait majeur puis, par une analogie qui paraît d'évidence bien que physiquement infondée, celui de l'accord parfait mineur. De cette découverte naîtront les concepts de basse fondamentale, de consonances et de dissonances, de renversement des accords ainsi que leur nomenclature raisonnée, de modulation qui fondent l'harmonie tonale classique. Après seulement viennent les questions pratiques touchant le tempérament, les règles de la composition, la mélodie, les principes d'accompagnement. Tout ceci apparaît essentiel à Rameau car, auparavant procédé de musicien, l'harmonie devient principe naturel : c'est la quintessence de la musique ; dès l'émission d'un son, l'harmonie est présente ; la mélodie, au contraire, ne naît qu'après, et les intervalles successifs devront se conformer à l'harmonie initiée et dictée par la basse fondamentale (la « boussole de l'oreille »). L'aspect psycho-physiologique n'est pas, en effet et tant s'en faut, absent de la théorie de Rameau : il est particulièrement développé dans les Observations sur notre instinct pour la musique et sur son principe, opuscule qu'il publie en 1754 en réponse indirecte à la Lettre sur la musique française de Rousseau. Le caractère naturel de l'harmonie, matérialisé par la basse fondamentale, est tel qu'il marque de façon inconsciente notre instinct pour la musique :

« … pour peu qu'on ait d'expérience, on trouve de soi-même la basse fondamentale de tous les repos d'un chant, selon l'explication donnée dans notre Nouveau Système (…) ; ce qui prouve encore bien l'empire du principe dans tous ses produits, puisqu'en ce cas-ci la marche de ces produits rappelle à l'oreille celle du principe qui l'a déterminée et suggérée par conséquent au compositeur. »

« Cette dernière expérience où le seul instinct agit, de même que dans les précédentes, prouve bien que la mélodie n'a d'autre principe que l'harmonie rendue par le corps sonore : principe dont l'oreille est tellement préoccupée, sans qu'on y pense, qu'elle suffit seule pour nous faire trouver sur le champ le fond d'harmonie dont cette mélodie dépend. (…) aussi trouve-t-on quantité de musiciens capables d'accompagner d'oreille un chant qu'ils entendent pour la première fois. »

« Ce guide de l'oreille n'est autre, en effet, que l'harmonie d'un premier corps sonore, dont elle n'est pas plutôt frappée, qu'elle pressent tout ce qui peut suivre cette harmonie, et y ramener ; et ce tout consiste simplement dans la quinte pour les moins expérimentés, et dans la tierce encore lorsque l'expérience a fait de plus grands progrès. »

Rameau tient plus qu'à toute autre chose, à sa théorie : il multiplie les traités, entretient pendant plus de trente ans de nombreuses polémiques à ce sujet : avec Montéclair vers 1729, avec le père Castel - d'abord ami avec lequel il finit par se brouiller vers 1736, avec Jean-Jacques Rousseau, et les Encyclopédistes, avec d'Alembert enfin, d'abord l'un de ses fidèles partisans, et il recherche dans ses contacts épistolaires la reconnaissance de ses travaux par les mathématiciens les plus illustres (Bernoulli, Euler) et les musiciens les plus érudits, notamment le padre Martini. Aucun passage ne résume peut-être mieux tout ce que tire Rameau de la résonance du corps sonore, que ces lignes enthousiastes extraites de la Démonstration du principe de l'harmonie :

« Que de principes émanés d'un seul ! Faut-il vous les rappeler, Messieurs ? De la seule résonance du corps sonore, vous venez de voir naître l'harmonie, la basse fondamentale, le mode, ses rapports dans ses adjoints, l'ordre ou le genre diatonique dont se forment les moindres degrés naturels de la voix, le genre majeur, et le mineur, presque toute la mélodie, le double-emploi, source féconde d'une des plus belles variétés, les repos, ou cadences, la liaison qui, seule, peut mettre sur les voies d'une infinité de rapports et de successions, même la nécessité d'un tempérament, (…) sans parler du mode mineur, ni de la dissonance toujours émanés du même principe, non plus que du produit de la proportion quintuple (…) »

« D'un autre côté, avec l'harmonie naissent les proportions, et avec la mélodie, les progressions, de sorte que ces premiers principes mathématiques, trouvent eux-mêmes ici leur principe physique dans la nature. »

« Ainsi, cet ordre constant, qu'on n'avait reconnu tel qu'en conséquence d'une infinité d'opérations et de combinaisons, précède ici toute combinaison, et toute opération humaine, et se présente, dès la première résonance du corps sonore, tel que la nature l'exige : ainsi, ce qui n'était qu'indication devient principe, et l'organe, sans le secours de l'esprit, éprouve ici ce que l'esprit avait découvert sans l'entremise de l'organe ; et ce doit être, à mon avis, une découverte agréable aux savants, qui se conduisent par des lumières métaphysiques, qu'un phénomène où la nature justifie et fonde pleinement des principes abstraits. »

### Traités et autres écrits

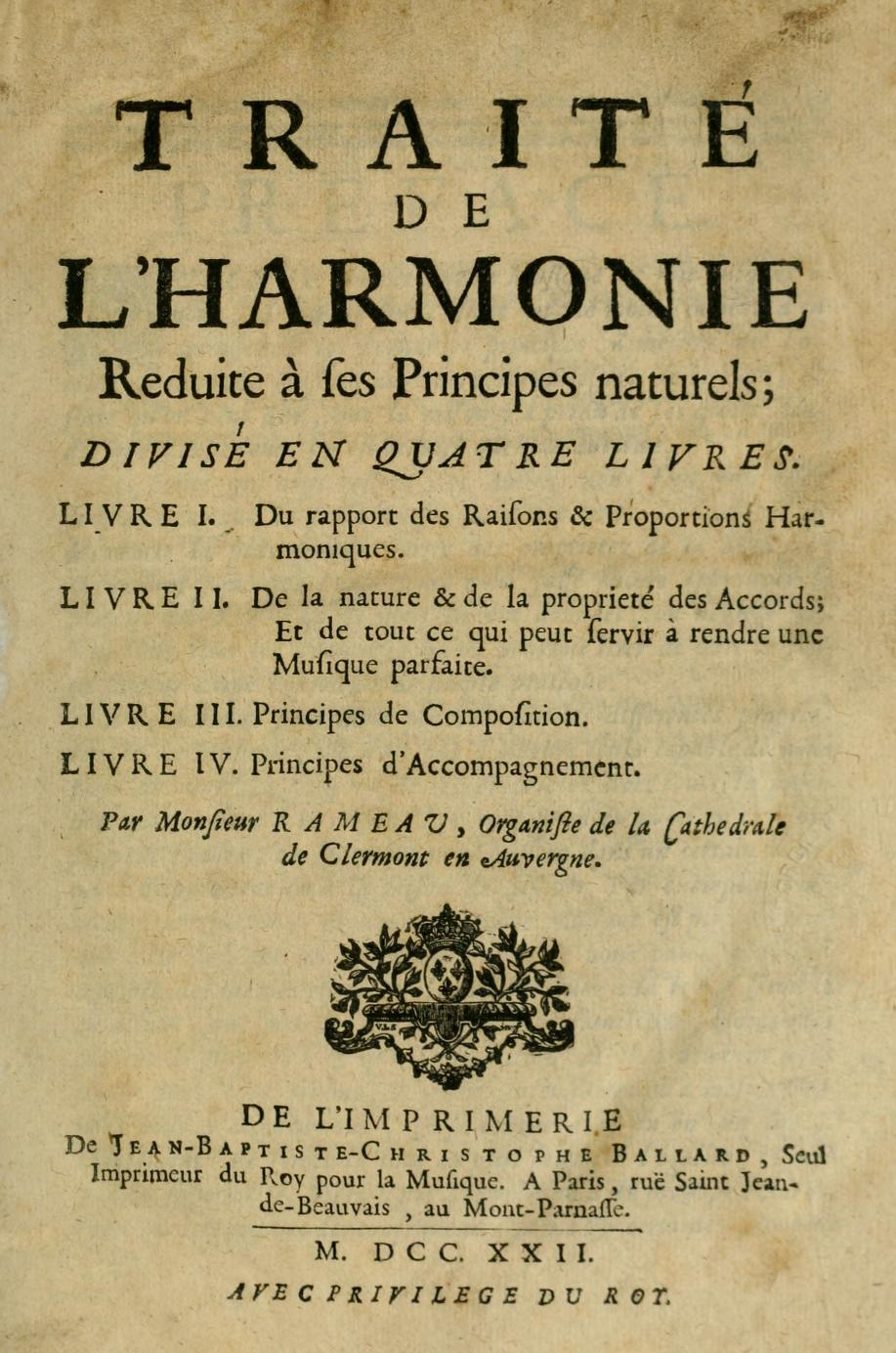
Traité de l'harmonie.

Les ouvrages dans lesquels Rameau expose sa théorie de la musique sont essentiellement au nombre de quatre :
- Traité de l'harmonie réduite à ses principes naturels, Paris (1722) ;
- Nouveau système de musique théorique, Paris (1726) ;
- Génération harmonique, Paris (1737) ;
- Démonstration du principe de l'harmonie, Paris (1750).

Mais sa participation aux réflexions de nature scientifique, esthétique ou philosophique de son temps l'a conduit à rédiger beaucoup d'autres écrits sous la forme d'ouvrages, lettres, pamphlets, etc. dont on peut citer :
- Dissertation sur les différentes méthodes d'accompagnement pour le clavecin, ou pour l'orgue, Paris (1732), lire en ligne sur Gallica ;
- Observations sur notre instinct pour la musique et sur son principe, Paris (1754), lire en ligne sur Gallica ;
- Erreurs sur la musique dans l'Encyclopédie, Paris (1755), lire en ligne sur Gallica ;
- Code de musique pratique, Paris (1760), lire en ligne sur Gallica.

## L'art de Rameau

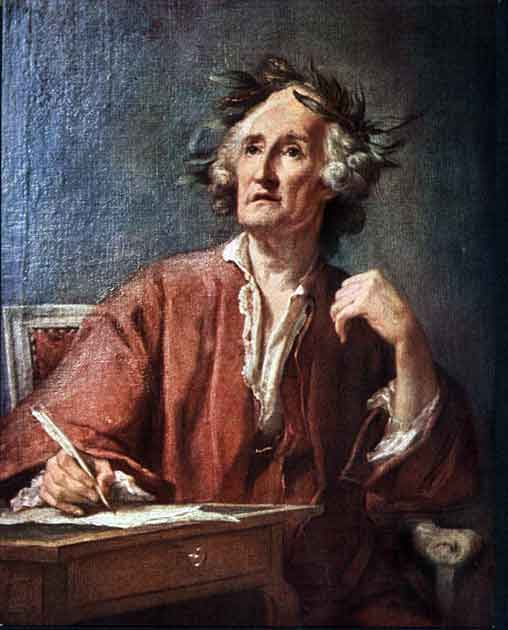
Le Poète inspiré, pris à tort pour un portrait de Rameau.

La musique de Rameau se caractérise par la science exceptionnelle de ce compositeur qui se veut avant tout théoricien de son art,. Elle ne s'adresse pourtant pas seulement à l'intelligence et Rameau a su mettre en œuvre idéalement son dessein quand il affirme « Je cherche à cacher l'art par l'art même ».
Le paradoxe de cette musique, c'est qu'elle est nouvelle, dans la mise en œuvre de procédés auparavant inexistants, mais qu'elle se concrétise dans des formes surannées ; Rameau paraît révolutionnaire aux Lullystes déroutés par l'harmonie complexe qu'elle déploie, et réactionnaire aux philosophes qui n'évaluent que son contenant et ne peuvent ou ne veulent l'écouter. L'incompréhension qu'il subit de la part de ses contemporains l'empêche d'ailleurs de renouveler certaines hardiesses telles que le second trio des Parques d’Hippolyte et Aricie, qu'il doit retirer après les premières représentations car les chanteurs ne parviennent pas à l'interpréter correctement. Ainsi, le plus grand harmoniste de son époque est méconnu alors même que l'harmonie — l'aspect « vertical » de la musique — prend définitivement le pas sur le contrepoint, qui représente son aspect « horizontal ».
On ne peut que rapprocher les destins de Rameau et de Bach, les deux géants de la science musicale du XVIIIe siècle, que celle-ci isole de tous leurs collègues, quand tout le reste les sépare. À ce titre, l'année 1722 qui voit paraître simultanément le Traité de l'Harmonie et le premier cycle du Clavier bien tempéré est très symbolique. Les musiciens français de la fin du XIXe siècle ne s'y trompèrent pas, en pleine hégémonie musicale germanique, lorsqu'ils virent en Rameau le seul musicien français de force à être comparé à Bach, ce qui permit la redécouverte progressive de son œuvre,.

## Postérité, de l'oubli au renouveau

### De sa mort à la Révolution
Les œuvres de Rameau sont représentées presque jusqu'à la fin de l'Ancien Régime. Toutes n'ont pas été éditées, mais de nombreux manuscrits, autographes ou non, sont rassemblés par Jacques Joseph Marie Decroix. Ses héritiers feront don à la Bibliothèque nationale du fonds exceptionnel ainsi rassemblé.
La Querelle des Bouffons reste célèbre, avec les attaques subies par Rameau du fait des partisans de l'opéra-bouffe italien. On sait moins, en revanche, que certains musiciens étrangers formés à la tradition italienne voient en la musique de Rameau, vers la fin de sa vie, un modèle possible pour la réforme de l'opera seria. C'est ainsi que Tommaso Traetta compose deux opéras qui en sont directement inspirés, Ippolito ed Aricia (1759) et I Tintaridi (d'après Castor et Pollux, 1760) après avoir fait traduire leurs livrets. Traetta a été conseillé par le comte Francesco Algarotti, un des plus ardents partisans d'une réforme de l'opera seria selon le modèle français ; il aura une influence très importante sur celui auquel on attribue généralement le titre de réformateur de l'opéra, Christoph Willibald Gluck. Trois opéras italiens « réformés » de ce dernier (Orfeo ed Euridice, Alceste et Paride ed Elena) prouvent qu'il connaît l'œuvre de Rameau ; par exemple, l'Orfeo et la première version de Castor et Pollux, datant de 1737, commencent tous deux par la scène des funérailles d'un des principaux personnages, qui doit revenir à la vie dans la suite de l'action. Plusieurs des réformes revendiquées dans la préface d'Alceste sont déjà pratiquées par Rameau : il utilise le récitatif accompagné ; l'ouverture de ses dernières compositions est reliée à l'action qui va suivre. Aussi, lorsque Gluck arrive en 1774 à Paris où il va composer six opéras français, on peut considérer qu'il continue la tradition de Rameau.

#### Oubli des révolutionnaires
Pourtant, si la popularité de Gluck se prolonge après la Révolution française, ce n'est pas le cas pour Rameau. À la fin du XVIIIe siècle, ses œuvres disparaissent du répertoire pour de très nombreuses années. Sous la Révolution, il n'est plus compris.

### Dix-neuvième siècle

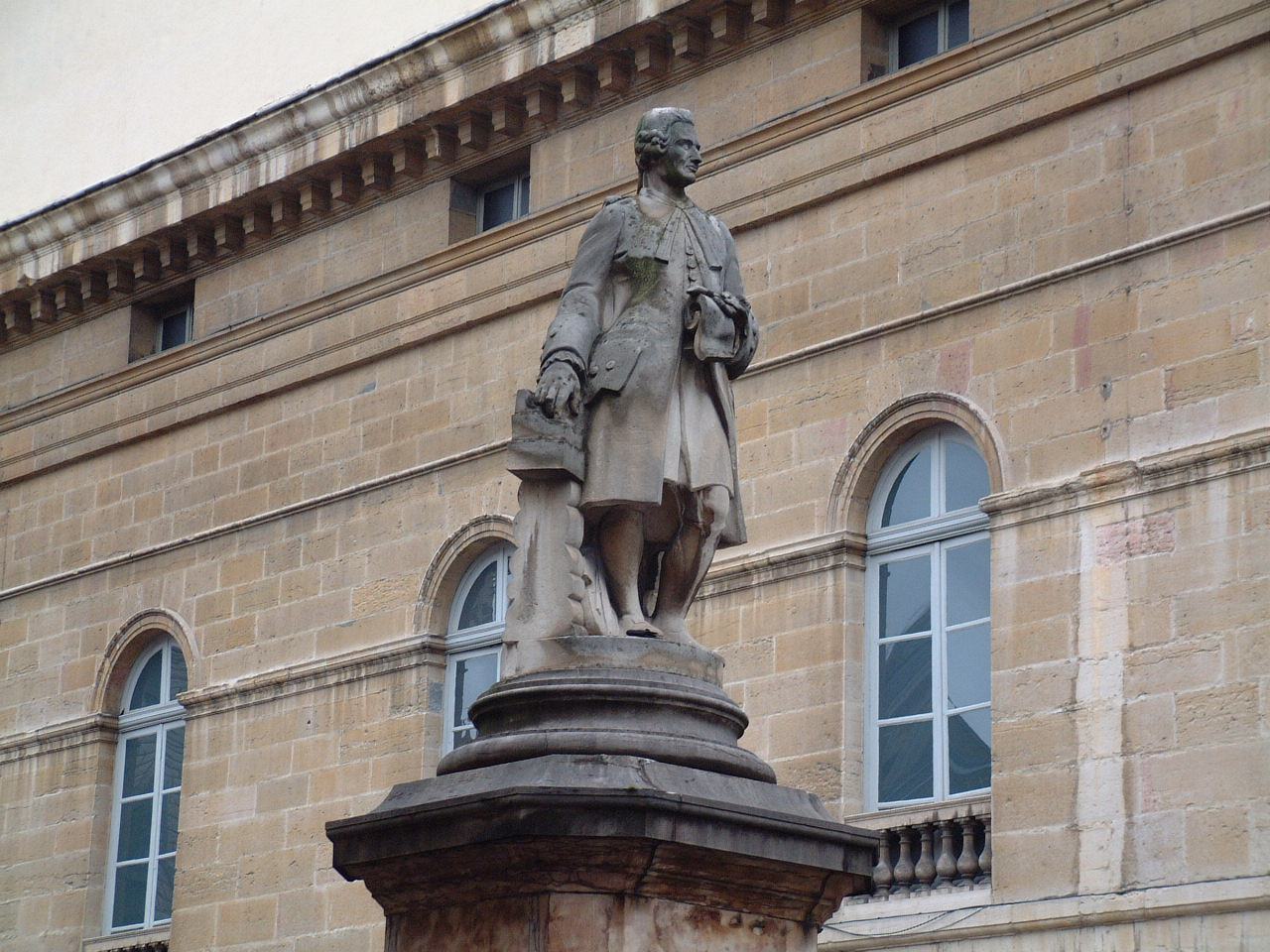
Statue de Jean-Philippe Rameau inaugurée en 1880 à Dijon, sur la place de la Sainte Chapelle (1880-2016), puis en face du Conservatoire à rayonnement régional de Dijon (2016-)

Pendant la plus grande partie du XIXe siècle, la musique de Rameau reste oubliée et ignorée, même si son nom conserve tout son prestige : une rue de Paris lui est dédiée dès 1806.

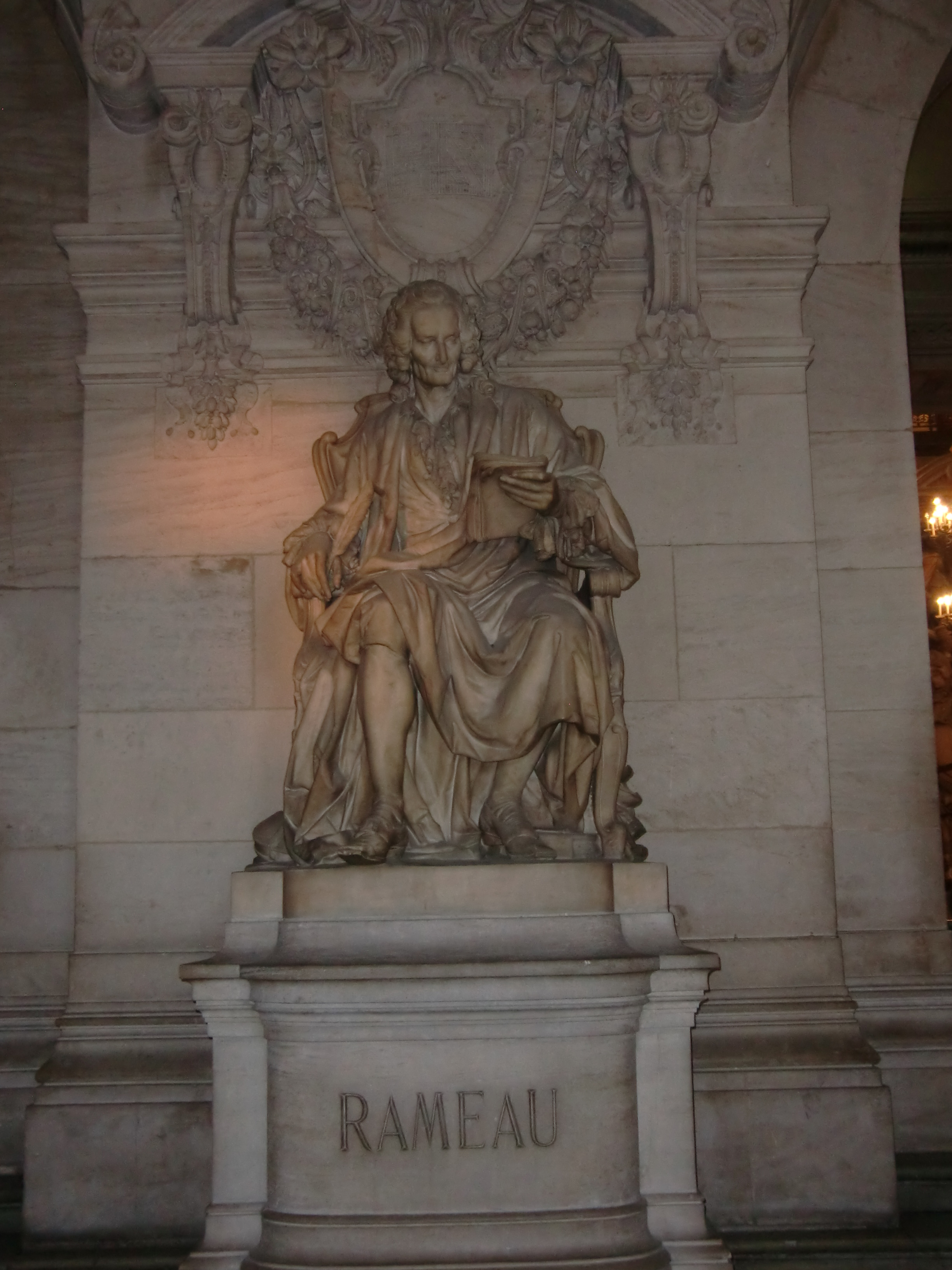
Statue de Rameau à l'Opéra de Paris.

On ne joue plus la musique de Rameau, ou peut-être quelques fragments, quelques pièces de clavecin (au piano le plus souvent). Le musicien n'est pourtant pas oublié : il est choisi pour que sa statue soit l'une des quatre qui ornent le grand vestibule de l'Opéra de Paris conçu en 1861 par Charles Garnier ; en 1880, Dijon lui rend également hommage par l'inauguration d'une statue.

#### Berlioz
Hector Berlioz étudie Castor et Pollux ; il y admire en particulier l'air de Télaïre « Tristes apprêts », mais « là où l'auditeur moderne identifie facilement les points communs avec la musique de Rameau, lui-même a une nette conscience du fossé qui les sépare ». Berlioz s’était vivement intéressé à Rameau, à une époque où sa musique n’était plus jouée. En témoignent les quatre articles qu’il avait écrits sur le compositeur et d’autres différents témoignages. Berlioz devait sur ce point marquer de son influence son disciple Saint-Saëns, qui par la suite allait être le premier à faire éditer en partitions modernes les œuvres de Rameau, et notamment ses opéras.

#### Redécouverte après 1871

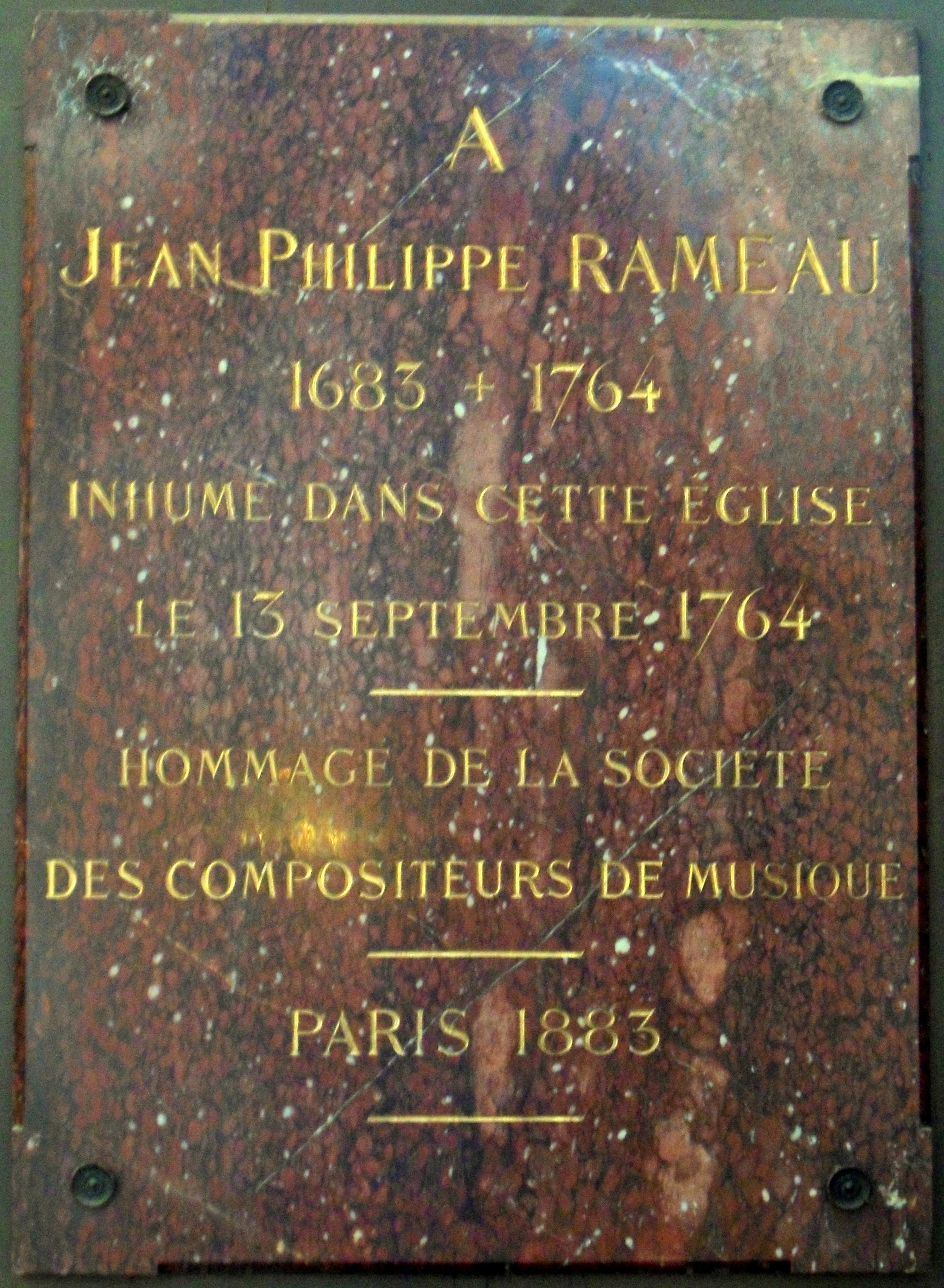
En 1883, les compositeurs français se souviennent de Rameau.

De façon inattendue, c'est la défaite française lors de la guerre de 1870 qui permet à la musique de Rameau de resurgir du passé : l'humiliation ressentie à cette occasion amène certains musiciens à rechercher dans le patrimoine national des compositeurs français de taille à se mesurer aux compositeurs germaniques dont l'hégémonie est alors complète en Europe : Rameau est considéré comme de même force que son contemporain Johann Sebastian Bach et l'on se met à réétudier son œuvre dont on retrouve les sources rassemblées par Decroix. En 1883, la Société des compositeurs de musique honore le musicien par la pose d'une plaque commémorative à l'église Saint-Eustache à l'occasion du deuxième centenaire de sa naissance.

#### Édition monumentale de Saint-Saëns, Bordes et d'Indy
C'est à partir des années 1890 que le mouvement s'accélère un peu, avec la fondation de la Schola Cantorum destinée à promouvoir la musique française puis, en 1895, Charles Bordes, Vincent d'Indy et Camille Saint-Saëns entreprennent l'édition des œuvres complètes, projet qui n'ira pas à sa fin mais aboutit en 1918 à l'édition de 18 volumes.

### Vingtième siècle
C'est au tout début du XXe siècle que l'on assiste, pour la première fois, à la reprise en concert d'œuvres complètes : en juin 1903, La Guirlande, œuvre charmante et sans trop de prétention, est interprétée à la Schola Cantorum. L'un des auditeurs est Claude Debussy qui est enthousiasmé et s'écrie : « Vive Rameau, à bas Gluck ». L'Opéra de Paris suit en 1908 avec Hippolyte et Aricie : c'est un semi-échec ; l'œuvre n'attirant qu'un public restreint, ne connaît que quelques représentations. Castor et Pollux — qui n'y a plus été représenté depuis 1784 — est choisi en 1918 pour la réouverture de l'Opéra après la guerre, mais l'intérêt du public pour la musique de Rameau s'accroît lentement.

#### Renouveau baroque
Ce mouvement de redécouverte ne s'accélère vraiment qu'à partir des années 1950 (1952 : reprise des Indes galantes à l'Opéra, 1956 : Platée au Festival d'Aix-en-Provence, 1957 : Les Indes galantes sont choisies pour la réouverture de l'opéra royal à Versailles). Jean Malignon, dans son livre rédigé à la fin des années 1950, témoigne de ce que personne, à cette époque, ne connaît Rameau pour en avoir entendu les compositions essentielles.
Depuis lors, l'œuvre de Rameau bénéficie à plein du retour en faveur de la musique ancienne. La majeure partie de son œuvre lyrique, jadis réputée injouable (comme nombre d'opéras de son époque), dispose à présent d'une discographie de qualité par les ensembles baroques les plus prestigieux. Toutes ses grandes œuvres ont été reprises, et jouissent toujours d'un grand succès, notamment Les Indes galantes. Enfin, la première (sic) représentation de sa dernière tragédie lyrique, Les Boréades, a même eu lieu en 1982 au festival d'Aix-en-Provence sous la direction de J.E. Gardiner (les répétitions avaient été interrompues en 1763 non pas en raison de la mort du compositeur en 1764 comme cela était supposé mais en raison d'un avis réservé de la part de la censure).

## Œuvres inspirées par Rameau
- Paul Dukas, en 1903, compose ses Variations, interlude et finale sur un thème de Rameau pour le pianiste Édouard Risler.
- Claude Debussy, Hommage à Rameau, extrait des Images pour piano (1905-1907).
- Joseph Noyon, Hymne à la nuit (connu aussi sous le nom de : La Nuit de Rameau), chœur à quatre voix mixtes a cappella, écrit d'après de la musique de Jean-Philippe Rameau.
- Werner Egk, Suite française d'après Rameau, pour orchestre (1949), d'après cinq pièces pour clavecin de Jean-Philippe Rameau, créée en 1950 à Munich sous la direction de Ferenc Fricsay.
- Max Méreaux, Hommage à Rameau, pour flûte, clarinette, trompette, piano et orchestre à cordes.

## Citations

### De Rameau
- « Je cherche à cacher l'art par l'art même »[88]
- « La vraie musique est le langage du cœur »[89]
- « C'est à l'âme que la musique doit parler »[90]

### À propos de Rameau
- « Il était réellement dans l'enthousiasme en composant » Hugues Maret[91]
- « Sa fille et sa femme n'ont qu'à mourir quand elles voudront ; pourvu que les cloches de la paroisse, qu'on sonnera pour elles, continuent de résonner la douzième et la dix-septième[note 26],[note 27], tout sera bien. » Diderot dans Le Neveu de Rameau
- « Çà, dites-moi ; je ne prendrai pas votre oncle pour exemple ; c'est un homme dur ; c'est un brutal ; il est sans humanité ; il est avare. Il est mauvais père, mauvais époux ; mauvais oncle… » Diderot dans Le Neveu de Rameau
- « Le besoin de comprendre – si rare chez les artistes – est inné chez Rameau. N'est-ce pas pour y satisfaire qu'il écrivait un Traité de l'harmonie, où il prétend restaurer les droits de la raison et veut faire régner dans la musique l'ordre et la clarté de la géométrie… il ne doute pas un instant de la vérité du vieux dogme des Pythagoriciens… la musique entière doit être réduite à une combinaison de nombres ; elle est l'arithmétique du son, comme l'optique est la géométrie de la lumière. On voit qu'il en reproduit les termes, mais il y trace le chemin par lequel passera toute l'harmonie moderne ; et lui-même », Claude Debussy.

## Hommages
Sont nommés en son honneur :
- (4734) Rameau, un astéroïde de la ceinture principale d'astéroïdes[92].
- Rameau, un cratère de la planète Mercure[93].
- l'anse Rameau, une baie de glace en Antarctique sur l'île Alexandre-Ier[94].
- la salle Rameau, une salle de concerts à Lyon[95].
- plusieurs rues Rameau.

## Discographie sélective

### Opéras
- Abaris ou les Boréades, J.E. Gardiner - 3 LP ou CD Erato 1982.
- Abaris ou les Boréades, V. Luks - 3 CD Château de Versailles, 2020.
- Achante et Céphise, A. Kossenko - 2 CD Erato, 2020.
- Anacréon (1757), W. Christie - 1 LP ou 1 CD Harmonia Mundi, 1981.
- Anacréon (1757), M. Minkowski - 1 CD Archive, 2000.
- Castor et Pollux (version de 1737), N. Harnoncourt - 4 LP ou 3 CD Teldec, 1974.
- Castor et Pollux (version de 1737), W. Christie - 3 CD Harmonia Mundi, 1991.
- Castor et Pollux (version de 1754), C. Farncombe - 3 LP ou 2 CD Erato, 1983.
- Dardanus (version de 1739), M. Minkowski - 3 CD Archiv, 2000.
- Dardanus (version de 1744), G. Vashégyi, 2020.
- Hippolyte et Aricie, J.C. Malgoire - 3 LP CBS, 1980.
- Hippolyte et Aricie, M. Minkowski - 3 CD Archiv, 1995
- Hippolyte et Aricie, W. Christie - 3 CD Erato, 1997.
- Les Fêtes d'Hébé (version de 1739), W. Christie - 2 CD Erato, 1997.
- Les Fêtes d'Hébé (versions de 1739 et 1747), G. Vashgyi - 3 CD Glossa, 2021.
- Les Fêtes de l'Hymen et de l'Amour, H. Niquet - 2 CD Glossa, 2014.
- Les Fêtes de Polymnie, G. Vashegyi - 2 CD Glossa, 2014.
- Les Indes galantes, W. Christie - 3 CD Harmonia Mundi, 1991.
- Les Indes galantes, H. Reyne - 3 CD Musiques à la Chabotterie, 2014.
- Les Indes galantes, Chantal Santon-Jeffrey, Hébé / Zima, Katherine Watson, Émilie, Véronique Gens, Phani, Reinoud Van Mechelin, Dom Carlos / Valère / Damon, Jean-Sébastien Bou, Osman / Adario, Thomas Dolié, Bellone / Huascar / Dom Alvar, Purcell Choir, Orfeo Orchestra, dir. György Vashegyi - 2 CD Glossa 2018.
- Les Paladins, V. Tournet - 3 CD Château de Versailles, 2020.
- Le Temple de la Gloire, J.C. Malgoire - 2 LP CBS, 1983.
- Le Temple de la Gloire, G. Van Waas - 2 CD Ricercar, 2014.
- Le Temple de la Gloire, N. McGegan - 2 CD PBP, 2017.
- Naïs, G. Vashegyi - 2 CD Glossa, 2018.
- Platée, M. Minkowski - 2 CD Erato, 1988.
- Platée, J.C. Malgoire - 2 CD CBS/Calliope, 1988.
- Pygmalion, H. Leonhardt - 1 LP ou 1 CD DHM, 1980.
- Pygmalion, C. Rousset - 1 CD Aparté, 2017.
- Zaïs, G. Leonhardt - 4 LP ou 3 CD Stil, 1977.
- Zaïs, C. Rousset - 3 CD Aparté, 2014.
- Zoroastre (version de 1749), A. Kossenko - 3 CD Alpha, 2022.
- Zoroastre (version de 1756), S. Kuijken - 3 CD DHM, 1983.

### Musique religieuse
- Motets, P. Herreweghe - 1 CD Harmonia Mundi, 1983.
- Motets, W. Christie - 1 CD Erato, 1999.
- Motets, G. Jarry - 1 CD Château de Versailles, 2020.

### Musique instrumentale
- Pièces de clavecin - Scott Ross - 4 LP ou 3 CD Stil, 1976.
- Pièces de clavecin - Christophe Rousset - 2 CD Decca, 1991.
- Pièces de clavecin (+ pièces de clavecin en concert) - Blandine Rannou - 4 CD Zig Zag, 2000.
- Pièces de clavecin - Bertrand Cuiller - 2 CD Mirare, 2015.
- Pièces de clavecin en concert - G Leonhardt - 1 CD Teldec, 1971.
- Pièces de clavecin en concert - C. Rousset - 1 CD Harmonia Mundi, 1992.
- Pièces de clavecin en concert - Chiara Banchini (violon), Françoise Lengelle (clavecin), Marianne Muller (viole de gambe) (novembre 1999, Lindoro) (OCLC 56919122)

## Vidéographie sélective
- Abaris ou les Boréades - W. Christie / R. Carsen - Opus Arte, 2004.
- Abaris ou les Boréades - E. Haïm / B. Kosky - Erato, 2019.
- Castor et Pollux - C. Rousset / P. Audi - Opus Arte, 2008.
- Dardanus - R Pichon / M Fau - Harmonia Mundi, 2015.
- Hippolyte et Aricie - E. Haïm / I. Alexandre - Erato, 2014.
- Les Indes galantes - W. Christie / A. Serban - Opus Arte, 2003.
- Les Paladins - W. Christie / J. Montalvo - Opus Arte, 2004.
- Platée - M. Minkowski / L Pelly - TDK, 2002.
- Zoroastre - C. Rousset / P. Audi - Opus Arte, 2006.